# 美味Party♡光之美少女
《 Party ♡ 光之美少女》是由東堂泉製作的魔法少女動畫，為「光之美少女系列」第十九作，第十七代光之美少女。2022年2月6日於朝日放送和朝日電視台播放。台灣由東森幼幼台在2022年5月7日以「美味Party♡光之美少女」的名義首播。香港於2022年5月21日起由ViuTV播出，為第二部於該電視台播放的光之美少女系列作品，並直接跳過了前作《Tropical-Rouge！光之美少女》。中国大陆地区于2023年9月29日在多个视频平台上线。

## 概要
- 本作的主題為「感謝」與「分享」，關鍵詞是「米飯就是笑容」。[5]

### 第三方入侵事件所造成的影響
2022年3月6日，东映动画株式会社雇员在某个被篡改的网站下载业务所需软件时，电脑被感染勒索病毒，随后内部网遭到「第三方入侵」，服务器和电脑的部分数据被勒索病毒加密，该社采取了停止部分内部系统和限制外部访问等安全措施。
而原定於2022年3月13日播出的第6話停播，直到4月17日起才開始復播。

## 故事簡介
在統御世間所有料理的神奇美食世界「美味王國」裡，有一本記載了世間所有料理的製作方法的食譜——「雷西皮書」，然而有一天，這本食譜被企圖獨占所有的料理的邪惡怪盜組織「傑鐸集團」給偷走了，令一切陷入了混亂之中。而他們接下來的下一個目標，就是掌管各式料理的精靈——「食譜精靈」，而一旦它們被偷走，料理便會在世間徹底消失。
面對迫在眉睫的威脅，美味王國食譜搜索隊隊長迷迭香奉命帶著三隻「能量小精靈」來到人類世界的美味小鎮，尋找雷西皮書的下落，並將後者的力量借給了三位普通女孩，幫助她們變身成為了「傳說中的戰士」——光之美少女。
為了奪回珍貴的雷西皮書及食譜精靈，也為了守護大家享受美食時嶄露的笑容，一行人將挺身而出，對抗傑鐸集團的陰謀。

## 登場人物
※注意：部分名字及用詞尚無正式中文譯名，有關翻譯暫以劇中解釋為準。

### 光之美少女（Precure）

#### 本作的光之美少女
- 變身咒語為「光之美少女 美味預備！Party開始！」。
- 團體口號為「Delicious Party ♡ 光之美少女！」。

和實結／珍味天使（Nagomi Yui／Cure Precious）
配音：菱川花菜（日本）；穆宣名→吳貴竹（台灣）；顧詠雪（香港）
形象顏色：  粉红色
生日為8月31日，蔬菜日，處女座。
悠然自得，活潑好動，是熱愛美食的國中二年級生少女，就讀新饌中學2年3班。與母親二人同住，父親則在很遠的地方當漁夫。家中經營日式定食屋「和實亭」（なごみ亭）的獨生女。曾經有養過一隻貓。
口頭禪為「美味微笑～！」與「肚子餓扁了～！」。
運動細胞超群並常肚子餓，身體非常強悍，能夠扛起迷迭香，即使身體被捆綁也能輕鬆解除。喜歡吃生的蔬菜。能光看食物的照片就知道是哪間店的商品。
很重視奶奶所說的「米飯就是笑容」（ごはんは笑顔），因為對吃很重視，所以能夠看見食譜精靈，也很重視食譜精靈。
學習能力欠佳，講諺語常常會說錯字，導致經常被別人吐槽和指正。足球技能是校隊第一，甚至可以用高超的踢球方式打敗敵人。
和外貌與自己十分相像的瑪依拉公主暫時交換身份，並體驗當公主的感覺。
當她親眼目睹拓海就是布萊克佩帕時令她大吃一驚。曾覺得是自己害拓海與米米受傷而陷入迷惘，加上米米因消耗能量過度陷入昏迷，無法變身戰鬥，但在周圍眾人的鼓勵下她重拾信心，加上米米保存的暖洋洋之心儲蓄裝置散發的共享能量而恢復體力甦醒，重新恢復變身能力，並之後衝入傑鐸集團總部與同伴匯合進行最終決戰。
在第44話中根據自己的感受總結出了「謝謝是心靈的熱湯熱飯」這個道理。
變身過程中會與米米一起喊出「捏捏（米米）、愛心（米米）、共享能量！（米米！）」（{{lang|ja|にぎにぎ！（コメコメ！）、ハートを！（コメコメ！）、シェアリンエナジー！（コメー！））。
變身口號為「熱騰騰的米飯帶來滿滿的力量！珍味天使！就用美味笑容來滿足你吧！」（あつあつごはんで、みなぎるパワー！キュアプレシャス！おいしい笑顔で満たしてあげる！）。
在前作《Tropical-Rouge！光之美少女》最終回的片尾先行登場。
- 必殺技

光之美少女 珍味三角（Precure Precious Triangle）
觸碰美味愛心手錶，用美味愛心手錶單手畫出一個粉紅色的三角形之後，再用雙手將粉紅色三角形幻化為無數巨大的三角形重疊光束波射向敵人，將敵人加以淨化，並伴以「多謝您的款待！」的感謝語束。
光之美少女 美味珍味熱力（Precure Delicious Precious Heat）
珍味天使轉動愛心果汁機上的旋鈕至粉紅色三角形處啟動，並按壓4次攪拌槓桿將共享能量充入，對準敵人扣動扳機向敵人發射巨大的粉紅色共享能量螺旋光束波，將敵人加以淨化，並伴以「多謝您的款待！」的感謝語束。
- 一般技

500大卡飛拳（500kcal Punch）
第1話登場。以右手揮出大約500大卡能量的飛拳重創敵人，揮拳時會出現數字500，但該招式的副作用是使完之後使用者會特別飢餓。
1000大卡飛拳（1000kcal Punch）
第12話登場。發動方式與500大卡飛拳類似，但力量更強，揮拳時出現的數字會改為1000，且副作用同樣也是使完之後使用者會特別飢餓。
2000大卡飛拳（2000kcal Punch）
第25話登場。發動方式與500大卡飛拳以及1000大卡飛拳類似，力量比前兩者還更強，揮拳時出現的數字會先出現1000接著變成2000，副作用也是使完之後使用者會特別飢餓。
珍味天使在第25至33話使用此招時喊的還是「1000大卡飛拳」，直到第34話才開始喊「2000大卡飛拳」。
4000大卡飛拳（4000kcal Punch）
僅於電影「Delicious Party ♡ 光之美少女 夢想的♡兒童套餐！」中出現之招式。發動方式與500大卡飛拳、1000大卡飛拳以及2000大卡飛拳類似，但力量要比前三者更強。
為珍味天使原有的「2000大卡飛拳」招式再加上搭檔能量精靈米米提供的力量加倍強化而成。
光之美少女 我吃飽了飛拳（Precure Full Up Punch）
第44話登場。發動方式與500大卡飛拳、1000大卡飛拳、2000大卡飛拳以及4000大卡飛拳類似，但力量比前四者更強，揮拳時出現的數字會出現1接著無數個0。
為珍味天使原有的「2000大卡飛拳」招式加上其他三位光之美少女的力量加倍強化而成。
芙羽心音／調味天使（Fuwa Kokone／Cure Spicy）
配音：清水理沙（日本）；曾允凡（台灣）；何凱怡（香港）
形象顏色：  藍色
生日為3月13日，三明治日，双鱼座。
冷豔、美麗、時尚、喜歡化妝和可愛的東西的國中二年級生少女，與小結和小蘭是同班。
家中經營高級洋式餐廳「湖畔餐廳（Restaurant du Lac）」的獨生女，家境也非常的富裕。
與父母同居的一家三口家庭，父母都在經營餐廳。
沉默寡言，且怕麻煩所以不善交際，一直渴望著能交到朋友，非常重視交到的朋友也害怕著離開自己。
在學校裡很有知名度，被稱為「高嶺之花（高嶺の花）」。學業成績優異，被同學們尊稱為「芙羽大人（芙羽様）」。
相當討厭青椒，但和米米在第26話克服，變得很喜歡青椒，也喜歡咖哩麵包和心形麵包，還是化妝品店「漂亮妝潔（Pretty Holic）」的常客。
在第35話中，父母因工作緣故而決定帶全家搬家去伊斯奇島生活，若她答應也跟著去就意味著也會跟小結等人分離，遇到敵人來襲時無法趕回來作戰。但在心裡的一番掙扎思考後，和父母說出自己的想法：決定留下來不前往伊斯奇島，在戰鬥上姍姍來遲的幫助其他人脫困。最終芙羽夫妻兩人經過討論後，決定由妻子初子遠赴前往伊斯奇島，而丈夫祥生則留在家中繼續陪伴女兒心音。
繼《Smile 光之美少女！》的青木麗華和《星光閃亮 光之美少女》的香久矢圓香後第三位曾經因為要前往外國的原因而一度需要離開團隊，但最後選擇了留下的光之美少女。
變身咒語為「光之美少女 美味預備！派對開始！」。
變身過程中會與包包一起喊出「拍拍（包包）、活力（包包）、共享能量！（好吃！）」。
變身口號為「鬆軟的三明治就是心靈的香料！調味天使！與大家分享美味，烘烤就交給我吧！」。
團體口號為「Delicious Party ♡ 光之美少女！」。
可以製造水藍色的蜜瓜包形盾牌進行防禦。
是本作使用必殺技次數最多的光之美少女。
- 必殺技

光之美少女 調味圓圈（Precure Spicy Circle）
第4話登場。觸碰美味愛心手錶，用美味愛心手錶雙手畫出一個水藍色的圓圈之後，將水藍色圓圈幻化為巨大且帶有無數愛心的水藍色螺旋光束波射向敵人加以淨化，並伴以「多謝您的款待！」的感謝語束。
光之美少女 美味香辣烘焙（Precure Delicious Spicy Baking）
第11話登場。調味天使轉動愛心果汁機上的旋鈕至水藍色圓形處啟動，並按壓4次攪拌槓桿將共享能量充入，對準敵人扣動扳機向敵人發射巨大的水藍色共享能量螺旋光束波，將敵人加以淨化，並伴以「多謝您的款待！」的感謝語束。
- 一般技

胡椒三明治熱壓（Piritto Sandwich Press）
第4話登場。雙手製造出兩個水藍色的巨型方包能量體，從左右兩側對中間的敵人進行重壓。
加重胡椒三明治熱壓（Piritto Heavy Sandwich Press）
第12話登場。發動方式與胡椒三明治熱壓類似，但力量要更強，製造出來的方包能量體會變得更厚更大。
硬殼麵包護盾（Crusty Pan Barrier）
第26話登場。雙手製造出綠色的強力盾牌防禦並反彈敵人的攻擊，為調味天使之前用過的水藍色蜜瓜包形盾牌的強化升級版。
雖說是水藍色蜜瓜包形盾牌的強化升級版但一直到第44話才再次使用。
華滿蘭／好味天使（Hanamichi Ran／Cure Yum-Yum）
配音：井口裕香（日本）；趙樺（台灣）；楊樂瑤（香港）
形象顏色：  黄色
生日為7月11日，拉麵日，巨蟹座。
多話可愛的國中二年級生少女，與小結和心音是同班。
說話總是會帶著「はにゃ～」與「ほひ～」的語調。
家中經營拉麵店「熊貓軒（ぱんだ軒）」，底下有弟弟也有妹妹。
外出送外賣都會以自行車代步，拉麵會放在她自稱為「蘭蘭特製的『出前5號』」拉麵箱中，聲稱拉麵箱就算打翻了裡面的拉麵也會安然無恙。
一旦激發對食物的好奇心，就沒人能阻止得了她的熱情與獨特表現。
經常在社交網站「天使牆（キュアスタ）」中以網名「蒟蒻麵（ちゅるりん）」的名義來投稿。
學習能力欠佳。
在成為光之美少女之前，她經常成為因食譜精靈被怪盜綑綁團搶奪而變得難吃的受害者。
由於其姓「華滿」而無從得知是否有華裔血統，和之前的春日野麗（日法混血）和天宮艾蓮娜（日西混血）設定大不相同，華滿蘭成了唯一一位沒有非日本血統身份，但是認同非日本文化的光之美少女。
變身咒語為「光之美少女 美味預備！派對開始！」。
變身過程中會與麵麵一起喊出「捲捲（麵麵）、奇蹟（麵麵）、共享能量！（餛飩！）」。
變身口號為「閃亮亮的麵條展現豐富的情感！好味天使！不可以獨佔所有的美味喔！」。
團體口號為「Delicious Party ♡ 光之美少女！」。
- 必殺技

光之美少女 好味射線（Precure Yum-Yum Lines）
第7話登場。觸碰美味愛心手錶，用美味愛心手錶雙手畫出無數道黃色的麵條狀細線光束之後，將這些細線光束幻化為巨大且帶有無數愛心的黃色螺旋光束波如射線一般射向敵人，將敵人加以淨化，並伴以「多謝您的款待！」的感謝語束。
光之美少女 美味好味射線（Precure Delicious Yum-Yum Drain）
第11話登場。美味天使轉動愛心果汁機上的旋鈕至黃色三線處啟動，並按壓4次攪拌槓桿將共享能量充入，對準敵人扣動扳機向敵人發射巨大的黃色共享能量螺旋光束波，將敵人加以淨化，並伴以「多謝您的款待！」的感謝語束。
- 一般技

酥脆切割刀片（Bari Cutter Blades）
第7話登場。雙手製造出無數道黃色的麵條狀切割刀片攻擊敵人。
雙重酥脆切割刀片（Bari Bari Cutter Blades）
第12話登場。發動方式與酥脆切割刀片類似，但力量要更強，刀片會變得更大，第16話甚至可以將光刃刀片變化成環狀套在手臂上使出洪家鐵線拳砸開地面。
雙重餛飩切割刀片（Bari Bari Wonton Blades）
第44話登場。發動方式與雙重酥脆切割刀片類似，但力量要更強且疊加了麵麵的噴火攻擊。
菓彩甘寧／甜點天使（Kasai Amane／Cure Finale）
配音：茅野愛衣（日本）；劉如蘋（台灣）；姜嘉蕾（香港）
形象顏色：  金色（  紫色）
生日為11月24日，和食之日，人馬座。
故事前期曾經是傑鐸集團裡面名為「雅鐸（Jentoru）（名字為英語「Gentle」（溫柔的）與日語「取る」（偷竊）的融合。）」的女性幹部，是強鐸與佐鐸的下屬。在第12話進行最後的行動。
召喚掠奪怪時都會說「出來吧、掠奪怪！（Come on，Ubauzo！）」。
在第10話後召喚強化型態掠奪怪時會加句「我將我自身的力量賜予給你（I'll bestow my power on you！）」。
當以雅鐸的身份搶奪食譜精靈時不太喜歡使用暴力手段，很討厭有人稱自己為「小偷」。
具有強烈正義感的國中三年級生，新饌中學的學生會會長，擅長空手道。
在第1話時以雅鐸的身份登場，真實樣貌在第5話登場，第8話片尾確認雅鐸的真實身份就是甘寧。
是首位退役的傑鐸集團成員，亦是唯一一位在最終話中未被關進美味王國監獄裡的人類傑鐸集團成員。
家中經營一家水果店兼咖啡店「水果天堂菓彩（Fruits Parlour KASAI）」。
有兩個雙胞胎哥哥。
性格冷靜沉著，不過在哥哥優杏的影響下，說話方式比較陽剛。
是本作4位光之美少女中唯一一位沒有能量精靈變身夥伴的成員。
不只非常害怕妖怪，在劇場版《夢想的♡兒童套餐》中顯示她在玩比較刺激的機動遊戲時會顯得非常害怕。
在第33話中，發覺自己內心仍對滿鐸還殘存著怨恨，想秉持著清廉正直的心理下，導致一直對於自己曾在傑鐸集團一事而糾結著。挑選萬聖節派對衣服時，刻意挑白色的天使裝，認為邪惡小惡魔裝扮不適合自己。因自己心事重重讓芭菲的食譜精靈擔心，但面對它的關心完全無視，甚至還兇了它而難過。在佐鐸率領的全部掠奪怪來襲時發現自己的水果之心項鍊突然關機而無法變身，而芭菲的食譜精靈過來後，在迷迭香和米米的翻譯下她和解，也讓她的水果之心項鍊重啟從而得以變身戰鬥。
於第37話新饌中學文化祭結束之後正式卸任了學生會會長一職。
是本作四位光之美少女裡最早被確認也是最早擁有光之美少女資格的人，但傑鐸集團只選擇抓她控制而不選別人則還是個謎，且正片裡也隻字未提此事，直到在官方訪談中才得知是因為有點古板的性格以及那張畫着芭菲食譜精靈的畫，讓強鐸選擇了她進行洗腦。
變身咒語為「光之美少女 美味預備！派對開始！」。
變身過程中會喊出「水果！繽紛召喚！共享能量！配飾！閃閃發光！無限閃耀！」。
變身口號為「溫柔華麗的甜點、綻放迷人的甜蜜！甜點天使！料理的完美完結篇、就由我來負責」。
團體口號為「Delicious Party ♡ 光之美少女！」。
繼《光之美少女：幸福精靈Fresh!》的伊絲、《光之美少女：美樂天使》的賽蓮、《GO! 光之美少女公主》的黛維萊德、《HUG！光之美少女》的露露・艾莫爾和《星光閃亮☆光之美少女》的尤妮後第六位由反派倒戈的光之美少女。
繼《光之美少女：幸福精靈Fresh!》的伊絲後第二位於作戰結束及失敗後，在光之美少女面前公開自己的反派身份，為日後加入主角團隊埋下伏筆的光之美少女。
首位身為人類且並非轉校學生及來自異世界的反派倒戈的光之美少女。
是本作使用必殺技次數最少的光之美少女。
「Finale」為意大利语的「終結」之意，用於餐飲上時通常指代餐後甜點。
- 必殺技

光之美少女 美味終極號角（Precure Delicious Finale Fanfare）
第18話登場。甜點天使先從水果之心項鍊中召喚出奶油魔法棒，並轉動4次上面的旋轉開關釋放出無數的黃、粉、黃綠和紫色的光球，接著以橫8字形揮舞並將共享能量充入後，對準敵人扣動金平糖外形按鈕向敵人發射巨大帶有無數光球的紫色共享能量光束波，將敵人加以淨化，並伴以「多謝您的款待！」的感謝語束。
- 一般技

光之美少女 終極花束（Precure Finale Bouquet）
第19話登場。甜點天使轉動奶油魔法棒上面的旋轉開關1次將共享能量充入奶油魔法棒之後，對準敵人扣動奶油魔法棒的金平糖外形按鈕向敵人發射巨大的紫色共享能量光束波攻擊敵人。
- 合體必殺技

光之美少女 混合愛心攻擊（Precure Mix Heart Attack）
第12話登場。初期三位光之美少女轉動愛心果汁機上的旋鈕至藍綠色心形處啟動，並按壓愛心果汁機的攪拌槓桿5次將共享能量充入愛心果汁機後，對準敵人扣動扳機向敵人發射巨大的粉紅色、水藍色與黃色三色共享能量螺旋光束波，將敵人加以淨化，並伴以「多謝您的款待！」的感謝語束。
光之美少女 點亮美味之心（Precure Light My Delicious）
第28話登場。首先變身為人類少女外貌的能量精靈米米，釋放力量填充至全體光之美少女的美味愛心手錶及水果之心項鍊，升級為派對升級版，召喚出派對升級戒指佩戴在全體光之美少女的手上並召喚出派對燭光魔法棒，在米米帶領下變身為「派對升級形態（Party Up Style）」，全體光之美少女將派對升級戒指放在派對燭光魔法棒上充入共享能量，最後揮舞派對燭光魔法棒畫出各自代表色的心形圖案，幻化為四道巨大的光環包圍並捆綁敵人後淨化，並吹熄派對燭光魔法棒的燈光與米米一起說出「多謝您的款待！」的感謝語束。
第45話中光之美少女們用該招式點燃了美味王國慶祝勝利的大蛋糕上的蠟燭。
光之美少女 珍貴永恆夢想（Precure Precious Eternal Dreamia）
僅於電影「Delicious Party ♡ 光之美少女 夢想的♡兒童套餐！」中出現之招式，發動方式與「光之美少女 點亮美味之心」類似，不同之處在於發動招式的人，除了全體光之美少女之外還加上了三位變成人形的能量精靈且全員均變身為「兒童套餐服裝（Child's Meal Dress）」形態，發動招式時敵人會被包圍在一個巨大的雙四角錐柱形光之結界中加以淨化，最後收尾吹熄派對燭光魔法棒的環節則改由珍味天使以及米米一起完成。

#### 交接的光之美少女
索拉・哈雷瓦塔爾／天空天使（Sora Harewataru／Cure Sky）
配音：關根明良（日本）；羅易雯→楊詩穎（台灣）；石梓晴（香港）
形象顏色：  藍色
續作《開闊天空！光之美少女》的主角，本作第45話片尾中先行登場。
與本作的四位光之美少女們在公園的一處長椅前偶然相遇，四人正準備帶著四瓶土特產到美味王國，想在瓶子的便簽上寫些信息，卻發現忘記帶筆來，四人不知所措時索拉及時出現並借自己的幻想筆給四人使用，四人寫完之後小結為了表示感謝，不僅給索拉送了份禮物，加上因為索拉肚子餓而給她一個飯糰吃，索拉吃完後向四人表示感謝的同時，把小結所說的「米飯就是笑容」這句話記在了自己的手賬上，隨即便與四人告別並離開，最後跳上空中並喊出口頭禪「英雄在此登場！（ヒーローの出番です！）」。
尾以天空天使的身份與珍味天使正式交接。

### 美味王國（Cooking Kingdom）
不可思議的料理之國，迷迭香與能量精靈們的故鄉。
擁有以種植的方式收穫飯糰和在湖中藏下美食、用魚桿釣上來的技術，但塞爾菲尤表示這些技術只能在美味王國實現（第29話）。
也擁有製作美味寶石的技術，製作者為已故的美味王國烹調戰士前領袖津加，為王國的戰力「烹調戰士」的力量來源。
第19話因甘寧在傑鐸集團做過怪盜的經驗，因此成員們從甘寧口中取得一些關於傑鐸集團的情報。
光之美少女們於第29話首次來到該地，並於同話監禁傑鐸集團的滿鐸。
第41話中突然遭到神鐸帶領的大量傑鐸集團迷你神鐸偷襲，美味國王與王后均不幸被俘，同時在該話揭露王國的近衛隊隊長茴香的真實身份是傑鐸集團的團長強鐸。
第43話中美味國王、王后與塞爾菲尤因為得知茴香的真實身份就是傑鐸集團團長強鐸而感到驚訝和失望。
第44話中在傑鐸集團前成員滿鐸的幫助下美味王國全體成員關閉了神鐸以及所有的迷你神鐸擺脫控制。
第45話中美味國王代表整個王國為當時流放希那蒙的事道歉。

#### 能量精靈
米米（Kome-Kome）
配音：高森奈津美（日本）；傅其慧→趙樺、林美秀（ALL STARS F）（台灣）；吳茵（香港）
形象顏色：  粉红色
生日為8月18日，米飯日，獅子座。
白狐狸外型的女性米飯能量精靈，小結的變身搭檔，只有手掌般大小，是三隻精靈中第一個醒來的。
初登場時不會說人類語言，只會「米」地叫，只有下面兩位精靈同伴能理解她想表達的話。
全名為「心連心・軟粘粘・福克拉拉・糖原・米庫斯二世（Connectal Mochimochitto Fukkurara Glycogen Komex II）」。
稍微年幼一點，本身天真無邪又活潑，相當討厭青椒，但和心音在第26話克服，變得喜歡青椒。
憧憬搭檔小結，想要早點長大。
借力量給搭檔小結變身時會變成「御飯糰型態（おむすびフォーム）」。
根據包包所言，米米是特別的能量精靈，所以只有她能變成人形，第4話顯示其可以自由切換白狐狸外貌與人類外貌。
第9話片尾成長為人類幼兒外貌並開始學習走路和說一些簡單的人類語言，說人類語言時語尾習慣加上「～米（～コメ）」，而根據旁白所言，只要她感到很開心的話，人類外貌就會成長一點。
第22話進一步成長為人類兒童外貌，不僅言語能力進一步提升，更學會了寫字。
第24話片尾進一步成長為人類少女外貌。
第27話最終成長為人類成年少女外貌。
從第28話開始能讓光之美少女們發動合體必殺技「光之美少女 點亮美味之心」，在此時會變成人類外貌。
第29話得知成長為人類成年少女外貌的她擁有了打開通往美味王國的魔法大門的神奇能力，之後的第38話更得知該能力甚至還可以穿越時空返回到過去。
第38話證實她正是其已故的前任米庫斯一世的轉生。
第42話中正當強鐸在傑鐸集團總部準備動手殺害小結、拓海以及迷迭香時她打開魔法大門及時將自己以及後3人瞬間轉移回了美味小鎮小結的家從而安全逃脫，但自己也因為消耗能量過度而暈倒並陷入昏迷狀態。
第43話中她因為獲得了保存暖洋洋之心儲蓄裝置所散發的共享能量而恢復體力重新甦醒。
繼《FRESH光之美少女！》的希風、《DokiDoki! 光之美少女》的艾艾、《魔法使 光之美少女！》的小哈／花海言葉與《HUG！光之美少女》的抱抱之後第五位嬰兒精靈。
包包（Pam-Pam）
配音：日岡夏美（日本）；吳貴竹（台灣）；王綺婷（香港）
形象顏色：  水色
生日為4月12日，麵包紀念日，白羊座。
小狗外型的女性麵包能量精靈，心音的變身搭檔，語尾習慣加上「～包（～パム）」。
全名為「奈斯朋朋・鬆軟軟・科帕西努・酵母・麵包三明治（Partnal Fuwafuwan Kobashiné Yeast Pamsandwich）」。
換算人類年齡約4～5歲，被誇獎時會非常高興。
最喜歡搭檔心音以及被誇獎。
缺點是多管閒事，愛操心。
借力量給心音變身時會變成「漢堡型態（サンドイッチフォーム）」。
於第2話片尾時甦醒。
麵麵（Mem-Mem）
配音：半場友惠（日本）；曾允凡（台灣）；楊婉潼（香港）
形象顏色：  黄色（  橙色）
生日為11月11日，麵條日，天蝎座。
龍外型的男性麵條能量精靈，小蘭的變身搭檔，語尾習慣加上「～麵（～メン）」。
全名為「良帕尼・嘶溜溜・庫魯庫琳・味精・麵龍（Membernu Churuchurutto Kurukururin Glutaminsan Memdragon）」。
換算人類年齡約4～5歲，悠哉不拘小節。
是個溫柔的孩子，被小蘭的熱情所感動。
可以從口中噴火攻擊敵人，能噴出足以令掠奪怪造成傷害的大火焰，但一年只能使出一次。
第32話更得知其擁有一項非常特別的能力「麵占卜」——為了尋找失蹤的烏冬麵食譜精靈，他請小結去烏冬麵餐廳點一份烏冬麵套餐，在小結用餐完畢後他藉由自己的力量去變化碗內剩下湯頭的顏色進而推測出解答。但是使用此能力有一定的副作用，那便是其搭檔小蘭的戰鬥能力會因為他的這一能力消耗太多能量的關係導致大幅度的弱化。
借力量給蘭變身時會變成「拉麵型態（どんぶりフォーム）」。
於第7話甦醒。
心連心・軟粘粘・福克拉拉・糖原・米庫斯一世（Connectal Mochimochitto Fukkurara Glycogen Komex I）
配音：高森奈津美（日本）；趙樺（台灣）；黃穎誼（香港）
米米已故的前任米飯能量精靈，第28話首次被提及，第38話正式登場並得知其長相與米米幾乎一模一樣也是白狐狸外型，但不同的是其顏色要稍微深一些且性別為男性。
根據包包所說其擁有強大的力量，能輕易開啟來往人類世界和美味王國的魔法大門。
而根據麵麵所說其在20年前就已經跟包包和麵麵有過來往。
在第38話又得知他當年在和包包、麵麵還有津加一起製作用來保存美味小鎮上人們暖洋洋的心的儲蓄裝置時犧牲了自己來完成它，犧牲之後他的靈魂回到了美味王國並轉生成了現如今的米米。

#### 王族
美味國王（Cook King）
配音：鈴木琢磨（日本）；于正昇（台灣）；楊耀泰（香港）
美味王國的國王，將尋找「雷西皮書」的任務交託給了迷迭香。
名字源自於英語「Cooking」，即「烹飪」之意。
美味王后（Cook Queen）
配音：篠原惠美（日本）；曾允凡（台灣）；梁瑞芬（香港）
美味王國的王后。

#### 烹調戰士
迷迭香（Rosemary）
配音：前野智昭（日本）；宋昱璁（台灣）；簡懷甄（香港）
生日為8月2日，藥草日。
美味王國食譜搜索隊隊長，為了尋找食譜而來到人類世界，愛稱「小香香（マリちゃん）」。
非常注重自己的美貌，會做美容。
雖然是個愛賣萌的男大姐，但面臨危險時也有足夠能力對抗掠奪怪。
淚點低，重情重義。
是茴香與希那蒙的同門師兄弟，也是津加的弟子。
是同門師兄弟中年紀最小的。
有著他人若能與自己深交後會贈予對方派對玻璃杯一份的習慣。
面對小結提出的問題總是會用「是～秘～密！（ひ・み・つ！）」來搪塞敷衍過去，顯示對主角群隱瞞了不少事。
當掠奪怪現身之時他會使用魔法「美味領域（Delicious Field）」防止前者逃走或是外人入侵。
第1話在美味王國接受尋找「雷西皮書」的任務，並在美味小鎮遇見小結。
在第2話首次看到拓海時覺得曾經見過對方，而在第14話中第一次見到布萊克佩帕的背影時令他大吃一驚，並形容後者的衣著外貌像極了自己在美味王國的熟人希那蒙，還將後者也視為了是另一個烹調戰士。
第38話中在見到布萊克佩帕帽子上希那蒙的美味寶石之後他大膽斷言布萊克佩帕與希那蒙之間果然有著非同一般的關係。
第40話為了尋找修復美味寶石的方法，與門平和拓海一起出發並暫時離開光之美少女隊伍，於第41話片尾返回隊伍並及時阻止了茴香（強鐸）陰謀殺害光之美少女們的企圖。
第42話他因為不放心小結獨自去阻止拓海而一起前往傑鐸集團總部，然後商量作戰計劃，因為只有他的特殊美味寶石能與強鐸的特殊美味寶石對抗，他要求小結去阻止拓海，自己則與強鐸戰鬥，最終打成平手，之後與小結還有拓海一起藉由米米打開魔法大門瞬間轉移逃回了美味小鎮小結的家。
第43話他與心音、小蘭以及甘寧一起再度衝入傑鐸集團總部與強鐸進行最終決戰。
第45話因為雷西皮書已經回歸美味王國，他被美味國王正式授予特殊美味寶石，並接替已經鋃鐺入獄的茴香由食譜搜索隊隊長轉任近衛隊隊長一職，負責培養年輕的烹調戰士。
在《電影 Delicious Party ♡ 光之美少女 夢想的♡兒童套餐！》中被變成玩偶，並在之後被布萊克佩帕使用美味寶石恢復原狀。
口頭禪為「◯◯充沛～！（○○盛り～！）」。
為光之美少女系列首位擁有駕照的角色，也是繼本作的茴香／強鐸之後第二位身份為王國衛隊隊長的角色。
名字源自於英語「Rosemary」，即「迷迭香」之意。
茴香（Fennel）
首領（團長）參照。
品田拓海
配音：內田雄馬（日本）； 陳宏宇（台灣）；張振熙、姜嘉蕾（童年）（香港）
生日為11月3日，調味料之日。
小結的青梅竹馬，國中三年生。
另一個身份為「布萊克佩帕（Black Pepper）（源自於英語「Black Pepper」，即「黑胡椒」之意，而巧合的是他本人在調味料方面似乎也偏好於黑胡椒。）」，於片頭曲中率先登場，第14話正式登場。其身上的衣著以及擁有的心形美味寶石均由其父親門平所託付。
看似粗魯，卻很會照顧人。
從第13話開始幫助光之美少女的戰鬥。
一直以來他都對光之美少女們隱瞞著自己的布萊克佩帕身份，直到第40話中在看到被佐鐸抓住的能量精靈們還有被佐鐸捆住雙手無法施展美味領域魔法的迷迭香時他才意識到自己無法對此事坐視不管，只好當著小結以及在戰鬥結束後當著光之美少女其他成員的面曝光這個身份。
在第42話他因為得知強鐸就是當年陷害自己父親門平（希那蒙）的那個兇手而對後者恨得咬牙切齒，除了嚴詞拒絕強鐸向他提出的加入傑鐸集團邀請外，更一度被憤怒沖昏得幾乎失去理智想要親手殺死強鐸，但因為小結的勸說而沒有動手，然而這時他卻不幸被強奪從一旁釋放能量彈偷襲擊中而解除變身並陷入昏迷狀態，之後與小結還有迷迭香一起藉由米米打開魔法大門瞬間轉移逃回了美味小鎮小結的家。
在第43話中得知他因為受到了手上心形美味寶石的保護而並未受到重傷，但他的美味寶石卻因此而被破壞，無法再次變身戰鬥，傷愈後他出現在小結面前及時安撫了此刻正處於迷惘中的後者令其重新恢復自信。
第44話中在美味寶石重新恢復之後再度出戰。
在《電影 Delicious Party ♡ 光之美少女 夢想的♡兒童套餐！》中使用美味寶石把變成玩偶的迷迭香恢復原狀。
家裡經營一家名叫「福庵（福あん）」的民宿，緊挨著小結家經營的「和實亭」。
對小結有好感。
相當討厭青椒，雖然現在已克服。
繼《填充幸福 光之美少女！》相樂誠司後，第二位意外發現光之美少女的秘密。
- 一般技

胡椒研磨迴旋踢（Pepper Mill Spin Kick）
第22話登場，以右腳極速迴旋釋放光彈後對敵人使出飛踢攻擊。
品田門平
配音：池田鐵洋（日本）；宋昱璁（台灣）；李家傑、黎皓宜（童年）（香港）
拓海的父親，與小結的父親光輝一樣在很遠的地方當漁夫，在第13話登場。
第39話片尾經由其妻子杏證實其真正身份為美味王國的烹調戰士「希那蒙（Cinnamon）（源自於英語「Cinnamon」，即「肉桂」之意。）」，但早在第19話時這個名字就由迷迭香首次提及且更早之前在第14話時迷迭香首次見到布萊克佩帕時也有講到這個名字，是迷迭香與茴香的同門師兄弟，也是津加的弟子，第38話中更得知他擁有修復美味寶石的能力。
修復美味寶石時的咒語為「餓了就吃飯，治癒傷痕吧！」。
20年前他因為被人指控參與偷走雷西皮書一事而被視為犯人遭到了美味王國方面的流放，近衛隊隊長茴香更因為此事而相當反感此人，甚至禁止任何人在自己面前提及他的名字，但在第29話中迷迭香曾對茴香說他很有可能是被冤枉的，之後的第38話中津加也同樣親口證實了這一點並表明可能是有人故意設局誣陷他的，但是因為沒有證據證明他是無辜的所以無法提出反駁。
被流放之後聽從師傅津加的指示來到了美味小鎮並與其妻子杏結婚生下了兒子拓海。
1年前在與小結的父親光輝一起出海打漁前將自己的心形美味寶石託付給了兒子拓海，並告訴了他一些相關的事情。
第40話因為他從師傅津加的錢包裡找到了另一塊貓頭外形的美味寶石，而正式將自己原有的心形美味寶石讓給了兒子拓海。
第42話中當他得知茴香（強鐸）就是在20年前陷害自己的那個人之後，決定與迷迭香並肩作戰，並展現出與強鐸幾乎不分伯仲的強大實力，在強鐸準備給予他最後一擊時，他使用所有力量成功擋下了前者的攻擊，但最終還是因為體力不支而倒下，接著便被心音帶到她的家中養傷。
第44話中傷愈恢復之後再度出戰。
第45話被美味國王正式授予特殊美味寶石肩負起守衛大門的重任並可以留在美味小鎮與家人一起生活。
是唯一一位只需美味寶石而不需變身進行戰鬥的烹調戰士。
塞爾菲尤（Cerfeuil）
配音：津田美波（日本）；劉如蘋（台灣）；石梓晴（香港）
美味王國的實習烹調戰士，在第29話登場。
性格熱情開朗，相當崇拜光之美少女們，但弱點是有恐高症。
第29話因看到光之美少女們面臨危險而鼓起勇氣克服恐懼，從而獲得美味寶石成為正式的烹調戰士幫助前者脫險。
名字源自於法語「Cerfeuil」，即「車窩草」之意，是一種經常出現在法國料理中的香料。
津加（Ginger）
配音：安原義人（日本）；陳宏宇（台灣）；周鑫霆（香港）
已故的美味王國烹調戰士前領袖，是迷迭香、茴香以及希那蒙的師傅，也是美味王國少數能製作出特殊美味寶石的人，有著「烹調戰士大師傅（Cook Fighter Grande）」的稱號，在第38話登場。
20年前曾暗中前往美味小鎮搜索雷西皮書的下落，期間因為飢餓而一度暈倒，被小結的祖母米及時救助，並還因此認識了又三郎。
根據又三郎的描述得知其衣服穿著很像迷迭香，還帶著貓形面具，第38話更得知其整體造型也和貓咪無異。
第35話中根據茴香所言20年前他在找回雷西皮書後並沒有立刻返回美味王國，而是又在美味小鎮呆了一段日子之後才返回，具體是什麼原因則不清楚。
第36話中當迷迭香拿出津加生前用過的錢包時引起了包包和麵麵的強烈反應，喚醒了他們兩個的部分記憶，由記憶中得知他們兩個20年前就和米米的前任米庫斯一世還有津加一起曾來過美味小鎮並在那裡製作過一個東西，但這個東西到底是什麼則由於接下來他們兩個剩餘的記憶被津加封印起來無法回憶的緣故而依然是個謎，不過眾人推斷很可能是什麼見不得光的東西。而在第38話中得知這個東西是一個用來保存美味小鎮上人們暖洋洋的心的儲蓄裝置，當遭遇巨大的危機之時就能夠保護這個世界，而為了不讓這個裝置被任何人知道，包包和麵麵主動封印了自己的記憶陷入了沉睡，而米庫斯一世更因為製造這個裝置消耗了他大量的能量而犧牲了自己並在之後轉生成了現如今的米米。
名字源自於英語「Ginger」，即「生薑」之意。

### 傑鐸集團（，Bundoru Gang）
奪取了能做出所有料理的食譜「雷西皮書」並想進一步劫奪食譜精靈以獨佔所有料理並支配世界的邪惡怪盜組織，組織的標誌是一個金色的大寫拉丁字母「B」背後再加一個紅色的「×」，總部則是一處位於異世界裡極其陰森恐怖的巨型漂浮要塞，背面是一隻招財貓。組織成員時不時要互相高呼口號「捆绑、捆绑～～！（ブンドル、ブンドル〜！）」並同時揮舞手臂來振奮成員間的士氣，互相見面打招呼時亦如此。
當食譜精靈現身時，組織成員會使用印有捆綁團標誌的便當盒並喊著特定的邪惡咒語把食譜精靈全數擄走，而組織成員們所使用的便當盒形狀也並不相同。
組織成員大多會利用廚房器具或電器作為附著物品召喚出掠奪怪。
而組織成員們在掠奪食譜精靈和召喚掠奪怪時的背景很像是星空，只是有一些細微的不同。
在第19話中根據剛剛加入光之美少女團隊的前成員甘寧（雅鐸）描述，傑鐸集團是通過門來往兩地，而由於門的出現位置是隨機的，導致很難確定組織總部的所在地，但一些組織成員似乎可以指定門的出現位置。
在第28話中根據佐鐸所言，如果有成員多次在任務中失敗的話，將會被組織開除，不能再回到組織總部。
通常都會以冷嘲熱諷、咄咄逼人為主，加上佐鐸被強鐸當做毫無利用價值的棄卒無情拋棄之下，就能直接證明，成員彼此之間的感情很差，最後隨著最終決戰，在佐鐸和滿鐸的改邪歸正下，在大戰結束後，全員彼此放下成見與原本的身分、和睦相處。
而組織成員各有加入傑鐸集團的原因。
在第29話被美味王國推測擁有製造特殊美味寶石的技術，而隨後在第30話透過佐鐸與強鐸的對話證實這一點。
在第40話時派出神鐸在美味愛心手錶和愛心水果吊墜搜索範圍以外的地方擄走多個食譜精靈。
在第41話時派出神鐸和迷你神鐸去占領美味王國並抓住美味國王和美味王后。
小結、拓海以及迷迭香於第42話中首次來到該組織總部，隨後的第43話中心音以及小蘭也首次來到該組織總部。
團長強鐸在第43話中把組織總部帶到了美味小鎮。
最終在第44話徹底淨化團長強鐸之後整個組織總部倒塌並瓦解。
第45話中證實除了已成為光之美少女的前成員雅鐸（甘寧）和被重設的神鐸以及迷你神鐸之外，該組織的其餘成員均在美味王國的監獄裡服刑並勞改，並有各自的未來生涯。
原文譯名為，而在台灣譯名中「傑鐸集團」的傑鐸則為劫奪的諧音。

#### 首領（團長）
強鐸（Godatsu）
配音：三上哲（日本）；于正昇（台灣）；郭浩勤、梁瑞芬（童年）（香港）
美味王國近衛隊隊長，負責統領所有烹調戰士，在第41話片尾揭露其真實身份為傑鐸集團的團長「強鐸（Godatsu）（其名字正是日語的「強奪」之意。）」，是所有傑鐸集團成員的上司，第1話在美味王國正式登場，並把三隻能量精靈交給迷迭香，第2話在傑鐸集團則是以全息圖的形式登場。
是迷迭香與希那蒙的同門師兄弟，也是津加的弟子。
是同門師兄弟中年紀最大的。
變成強鐸後性格變得極端陰險殘暴、冷酷無情、自私自利、狂妄自大又囂張傲慢跋扈，幾乎已達「順我者昌，逆我者亡」的瘋狂程度，此外他還目中無人到了把曾經栽培過自己的師傅津加置之腦後、不放在眼裡的地步，甚至在達到目的後，連自己人也不放過。
擁有能控制他人心靈的力量。
會在關心怪盜們之餘鼓勵他們繼續完成任務，而怪盜們也非常尊敬他。
在第41話中他為了尋找津加當年在小鎮製作的暖洋洋之心儲蓄裝置而來到了美味小鎮，於該話片尾抓住了御飯糰的食譜精靈並在全體光之美少女、迷迭香、希那蒙還有拓海的面前公開自己的真實身份，並且拿出跟組織標誌相同的大寫拉丁字母「B」形狀特殊美味寶石，也間接顯示傑鐸集團能製造出特殊美味寶石的原因。
在第42話顯示他就是在20年前陷害希那蒙的人，也是偷走雷西皮書以及使迷迭香無法使用特殊美味寶石聯絡美味王國的兇手，同話中他更是向在場的所有人透露若不是希那蒙的話自己原本就應該是繼承全部特殊美味寶石的那個人，且在片尾於傑鐸集團總部對相信自己有認識到錯誤的小結說出「你只是沒理由地在堅信自己所相信的道理罷了」這句話之後便開始啟動雷西皮書。
在第43話中把組織總部和雷西皮書帶到了美味小鎮，並向全世界的人宣揚自己的目的：以令全世界陷入饑荒來威脅所有人都要臣服於自己的統治，卻被暖洋洋之心發放出來的應急糧食「飯糰花」干擾。
在第44話時把手上擁有的兩塊特殊美味寶石合二為一將自己超獸化變成怪物，最終被全體光之美少女先後以「光之美少女 我吃飽了飛拳」和「光之美少女 點亮美味之心」淨化擊敗並變回茴香且身上的「B」形狀特殊美味寶石也被徹底摧毀，隨後在緊接著的第45話因其先前的罪行被美味王國逮捕入獄並在獄中勞改反省，同時也被美味王國褫奪了身為近衛隊隊長的職務。
與希那蒙關係極度不和，除了在第29話禁止任何人在自己面前提及他的名字以外，在第41話中當他前來阻止自己殺害光之美少女們的企圖時甚至大罵他是混蛋，在第42話中更視他為自己的主要對手。
是所有怪盜綑綁團的人類成員中唯一沒有戴眼罩的。
是唯一一個把自己變成怪物的傑鐸集團成員。
召喚強化形態全部掠奪怪時會說「全部奪走吧，全部掠奪怪！（Take away for all，Gossori Ubauzo！）」。
繼《光之美少女：甜蜜天使》的沙漠之王杜恩、《Happiness Charge 光之美少女！》的幻影女王、《KiraKira☆光之美少女 A La Mode》的諾瓦／艾利西歐、《HUG! 光之美少女》的喬治・庫萊伊後第五位確定為人類的反派首領。
繼《Star☆Twinkle 光之美少女》的達克尼斯特／蛇夫座公主後第二位因為與同伴排擠的關係問題而成為反派首領。
名字源自於英語「Fennel」，即「茴香」之意。

#### 幹部（怪盜）
為本作主要掠奪食譜精靈的人。
而本作特別的是幹部並不是輪流出動而是同一個幹部連續出動。
身為怪盜的成員有「佐鐸、雅鐸、滿鐸以及神鐸」。
掠奪的順序為「雅鐸→滿鐸→神鐸→滿鐸→佐鐸」。

##### 高層
佐鐸（Sekuretoru）
配音：木下紗華（日本）；曾允凡（台灣）；王綺婷（香港）
傑鐸集團的女性幹部，是強鐸的下屬，也是雅鐸、滿鐸、神鐸和迷你神鐸的直屬上司，第1話正式登場，第24話提供美味寶石給滿鐸，第29話重啟神鐸並開始行動。
性格陰險奸詐且相當的固執，極其看重任務成果及輩分關係，說教時總是會伴以「不如說◯◯（っていうか○○）」這句口頭禪，此外，當下屬們直呼首領的名字時，會顯得慌張並立即幫助前者糾正（第26話）。
對強鐸的食物喜好有相當了解。
能吐出擁有催眠效果的氣息，還能創造出粉紅色的能量繩子用以綁住對方。
擁有一台平板電腦，上面紀錄著目前為止製作的掠奪怪以及一些相關數據，從第40話開始還可以當作遙控器用來遠程控制全部掠奪怪。
由第39話的回憶中顯示她是因為對自己過去難以製作美食一事感到不滿，而選擇了加入傑鐸集團以捕捉食譜精靈的方式進行報復，也看得出她是一個極力追求完美的人，不完美對她來說是絕對不可容忍的存在。
第42話她被強鐸當做毫無利用價值的棄卒無情拋棄，之後被小蘭與甘寧收留並養傷。
第43話中得知她也是心音母親初子的粉絲，在品嘗了初子端給她的白粥之後深受感動，再加上親眼看清了強鐸的真面目，因此最終決定改邪歸正不再作惡。
第45話中顯示她已經被美味王國逮捕並入獄服刑，在獄中她努力學習積極改造，發誓出獄之後一定要到初子那裡去工作。
召喚全部掠奪怪時都會說「開始工作了，全部掠奪怪！（Time to work，Gossori Ubauzo！）」。
繼雅鐸及滿鐸之後第三位退役的傑鐸集團成員。
其名字為英語「Secretary」（秘書）與日語「取る」（偷竊）的融合。

##### 幹部
雅鐸（Jentoru）
光之美少女参照。
滿鐸（Narushisutoru）
配音：阪口周平（日本）；宋昱璁（台灣）；（香港）
傑鐸集團的男性幹部，於片頭曲及第1話中以黑影形象率先登場，第9話正式登場，第13話開始行動，第25至27話未行動，第28話進行最後的行動。
第25話製造神鐸並再次研發出新的便當盒。
可能討厭青椒。
性格傲慢自戀且極度的腹黑狂妄，外表上留著長髮和穿著高跟鞋，雖看似年輕但說話聲音卻是相當的老沉，為組織的技術研發人員，自稱自己是個天才以及超絕大帥哥怪盜。
由第28話的回憶中顯示他來自美味王國，因為兒時有著無法品嘗美味的不愉快過去，而選擇了加入傑鐸集團以捕捉食譜精靈的方式進行報復。
召喚更加掠奪怪時都會說「Come On！（來吧！）更加掠奪怪！（Come on！Motto Ubauzo！）」，第18話開始更改為「合體吧！更加掠奪怪！（Mix！Motto Ubauzo！）」，而第28話召喚全部掠奪怪時則是「Come On！（來吧！）全部掠奪怪！（Come on！Gossori Ubauzo！）」。
在第27話片尾奪走神鐸身上的美味寶石使其停止運作，並將美味寶石安裝在他第25話時研發的新的掠奪便當盒上。
在第28話戰敗之後被迷迭香制伏並逮捕，第29話被移送至美味王國監禁。
第37話中因為擔心他會將傑鐸集團的內部情報洩露給美味王國，傑鐸集團方面派遣了迷你神鐸潛入美味王國企圖刺殺他，但反而被他制服，之後他藉由迷你神鐸來時開啟的大門從美味王國的監獄裡越獄逃跑並逃到了美味小鎮，期間潛入了新饌中學的文化祭並被甘寧的兩個哥哥拉去幫忙修理機器，修好後還被後者贈送了甜甜的糖苹果作為謝禮，而正是對這個糖苹果的品嘗讓兒時無法品嘗美味的他瞬間就改變了其對料理的負面看法變得沉迷其中。這時佐鐸突然來到新饌中學抓住了他並企圖將其帶回傑鐸集團總部，但在途中他偷偷拿出了自己從佐鐸那裡搶回來的改變物體大小裝置把自己縮小想要再次逃跑，可惜失敗被佐鐸再度抓住。之後在美味領域裡正當佐鐸準備要用全部掠奪怪將他殺死時被甘寧趕來及時救下，後者告訴他自己救他只是在貫徹自己的正義。戰鬥結束後他主動向光之美少女們自首並利用改變物體大小裝置把自己縮小後通過美味愛心手錶傳送回到美味王國監獄繼續反省，在監獄裡一邊品嘗著甘寧送給他的糖苹果一邊回想著甘寧所說過的話。
在第41話顯示會主動去吃蘋果。
在第44話用計再次取走神鐸身上的美味寶石並且關閉全部的迷你神鐸。
第45話中顯示仍在美味王國監獄服刑並勞改的他已成為一名廚師。
繼《HUG！光之美少女》的特勞姆博士後的第二位製造了機器人幹部的反派成員。
是系列中首位被光之美少女團隊活捉的反派幹部。
繼雅鐸之後第二位退役的傑鐸集團成員。
是召喚怪物次數最多的傑鐸集團成員。
其名字為荷蘭語「Narcist」（自戀狂）與日語「取る」（偷竊）的融合。
神鐸（Spiritoru）
配音：鹿糠光明（日本）；陳宏宇（台灣）；陳力航（香港）
傑鐸集團的新幹部，第25話正式登場並於同話開始行動，是滿鐸為了在第25至27話時代替自己掠奪食譜精靈而製造出來的機器人怪盜，身上裝有美味寶石，掠奪便當盒是裝在身上的，在第28話後暫停行動。
路癡，公然揚言「吃飯純粹就是在浪費時間」，但也會顯露樂於助人的一面。
是傑鐸集團裡最善良的幹部。
以上在被佐鐸修改資料後已不復存在，直到第44話被滿鐸用計取走其身上的美味寶石而關閉並且被滿鐸再次重啟之後，重新變回有感情的機器人並恢復原有的樣子。
據佐鐸所說神鐸的數據基本上把滿鐸的資料暴露光了（第28話）。
在第27話片尾因身上裝有的美味寶石被滿鐸奪走，而導致其停止運作。
而在第28話片尾其被佐鐸裝上了新的掠奪便當盒。
在第29話中重新運作，並被佐鐸修改資料成為無感情的普通機器人。
可以把廚房器具和機器工具合體並召喚掠奪怪。
不懂分辨輩份關係，在與強鐸首次見面時直呼後者的名字（第26話）。
雖然在第25話就登場但在第30話之後才開始出現在片頭曲。
在第30話前的資料反映了滿鐸的個性，而在第30話修改資料後反映了佐鐸對強鐸和她自己的理想的忠誠。
在第41話中帶領大量的迷你神鐸偷襲美味王國。
最終在第44話被滿鐸用計取走其身上的美味寶石而關閉，也同時顯示全部迷你神鐸的訊號都是由他發出。
之後在第45話由滿鐸再次重啟變回有感情的機器人並改邪歸正不再作惡，在美味王國裡靠勞動自食其力且理解了美食的真正意義。
召喚更加掠奪怪時都會說「黏在一起吧，更加掠奪怪！（Sticky and stiff，Motto Ubauzo！）」，在戰鬥過程中可通過加油打氣的方式為更加掠奪怪提升力量。
是召喚怪物次數最少的傑鐸集團成員。
繼《HUG！光之美少女》的露露・艾莫爾後的第二位身為機器人的反派成員。
說話總是操著一口薩摩方言，自稱為「俺（おいどん）」，語尾習慣加上。
繼雅鐸、滿鐸及佐鐸之後第四位退役的傑鐸集團成員。
其名字為英語「Spirit」（靈魂）與日語「取る」（偷竊）的融合。

##### 其他成員
迷你神鐸（Mini Spiritoru）
配音：鹿糠光明（日本）；陳宏宇（台灣）；陳力航（香港）
於（第30話之後的）片頭曲中率先登場，第33話正式登場。
是一群以神鐸為基礎而製造的小型機器人，但身體為球形並長有翅膀與雙手。
它們至少會有五個一起出現。
跟神鐸一樣語尾習慣加上。
在組織總部裡傾向於,清潔工，直到第43話，在茴香（強鐸）的命令下，才會正式出戰。
雖然並未特別說明發明者是誰，但很有可能是佐鐸所為。
於第44話神鐸被滿鐸給關閉之下，連同迷你神鐸也跟著神鐸，一起被滿鐸關閉。
最終在第45話伴隨著神鐸的重啟，同樣由滿鐸一併重啟且均改邪歸正不再作惡，在美味王國裡與神鐸一起靠勞動自食其力。
繼《HUG！光之美少女》的露露・艾莫爾和本作的神鐸後的第三位身為機器人的反派成員。
繼雅鐸、滿鐸、佐鐸及神鐸之後第五位退役的傑鐸集團成員。
跟神鐸一樣其名字為英語「Spirit」（靈魂）與日語「取る」（偷竊）的融合，並在前面加上英語「Mini」（迷你）結合而成。

#### 怪物
掠奪怪（Ubauzo）
配音：堀總士郎（日本）；陳宏宇（台灣）；郭浩勤（香港）
本作刺客物質，為傑鐸集團成員將食譜精靈封印在掠奪便當盒（版本1）之後釋放邪惡能量附著在任何物體上所製造出來的怪物，上面有傑鐸集團的標誌。
捕獲食譜精靈的數量越多，掠奪怪的實力便越強大。
在第28話得知如果幹部把掠奪便當盒裡的食譜精靈放出來的話掠奪怪會消失。
被打敗後會先說出一句「我吃飽了」（オナカ、イッパ〜イ），接著與光之美少女一起做出感謝手勢並說出「多謝您的款待！」（ごちそうさまでした！）之後消失，被封印的食譜精靈也會解放並被光之美少女成功回收。
名字源於日語的「竊取」一詞。
強化形態掠奪怪（Enhancement Ubauzo）
配音：堀總士郎（日本）；陳宏宇（台灣）；郭浩勤（香港）
第10話正式登場。
為前者的強化形態。
召喚方式與上者的區別在於召喚者可以將自己身上的邪惡能量注入到掠奪便當盒（版本2）裡令後者外貌變成貓頭，但副作用是如果注入的邪惡能量太強的話食譜精靈也會變得相當痛苦，之後滿鐸進一步補充說明如果控制注入邪惡能量強度的話就能減輕食譜精靈的痛苦程度，但相對應地掠奪怪強化的幅度也會降低。
至少要使用愛心果汁機才能淨化。
被打敗後一樣會先說出一句「我吃飽了」（オナカ、イッパ〜イ），並用雙手捂著肚子，接著與光之美少女一起做出感謝手勢並說出「多謝您的款待！」（ごちそうさまでした！）之後消失，被封印的食譜精靈也會解放並被光之美少女成功回收。
是被傑鐸集團成員召喚次數最少的怪物。
更加掠奪怪（Motto Ubauzo）
配音：堀總士郎（日本）；陳宏宇（台灣）；郭浩勤、張振熙、楊耀泰（香港）
第13話正式登場。
召喚方式上使用的是滿鐸在第9話時研發的新的掠奪便當盒（版本3）。
從第17話開始出現可以附著多個物體召喚合體的更加掠奪怪。
從第25話開始出現可以附著廚房器具和機器工具召喚的更加掠奪怪。
至少要使用愛心果汁機或者奶油魔法棒才能淨化。
被打敗後一樣會先說出一句「我吃飽了」（オナカ、イッパ〜イ），並與強化形態掠奪怪一樣用雙手捂著肚子，接著與光之美少女一起做出感謝手勢並說出「多謝您的款待！」（ごちそうさまでした！）之後消失，被封印的食譜精靈也會解放並被光之美少女成功回收。
幹部釋放組織標誌以召喚更加掠奪怪時畫面會稍微震動。
是被傑鐸集團成員召喚次數最多的怪物。
名字中的為日語的「更加」之意。
全部掠奪怪（Gossori Ubauzo）
配音：堀總士郎（日本）；陳宏宇（台灣）；郭浩勤、張振熙、楊耀泰、陳力航（香港）
第28話正式登場。
擁有美味寶石的力量加持。
四肢變成了類似於「恐龍」的手腳。
召喚方式上使用的是滿鐸在第25話時研發的新的掠奪便當盒（版本4）。
第40話追加了召喚者可以使用遙控器遙控操作的功能。
至少要使用派對燭光魔法棒和派對升級戒指才能淨化。
被打敗後一樣會先說出一句「我吃飽了」（オナカ、イッパ〜イ），並與強化形態掠奪怪以及更加掠奪怪一樣用雙手捂著肚子，接著在光之美少女吹熄派對蠟燭魔法棒的燈光以及與人類型態的米米一起做出感謝手勢並說出「多謝您的款待！」（ごちそうさまでした！）之後消失，被封印的食譜精靈也會解放並被光之美少女成功回收。
名字中的為日語的「全部」之意。
強化形態全部掠奪怪（Enhancement Gossori Ubauzo）
配音：堀總士郎（日本）；陳宏宇（台灣）；楊耀泰（香港）
第42話正式登場。
為全部掠奪怪的強化形態。
召喚方式上使用的是強鐸在第42話拿出來的掠奪便當盒（版本5）。
整個變成了類似於「貓咪」的樣子。
同樣要使用派對燭光魔法棒和派對升級戒指才能淨化。
被打敗後一樣會先說出一句「我吃飽了」（オナカ、イッパ〜イ），並與強化形態掠奪怪、更加掠奪怪還有全部掠奪怪一樣用雙手捂著肚子，接著在光之美少女吹熄派對蠟燭魔法棒的燈光以及與人類型態的米米一起做出感謝手勢並說出「多謝您的款待！」（ごちそうさまでした！）之後消失，但被封印的食譜精靈並不會被解放。
| 集數 | 被掠奪的食譜精靈                                                                                       | 附著物體                 | 召喚兼捕捉對象 | 使用的淨化技能                                              |
| ---- | --- | ------------------------ | -------------- | ----------------------------------------------------------- |
| 1    | 蛋包飯的食譜精靈                                                                                       | 平底鍋                   | 雅鐸           | 光之美少女 珍味三角（Precure Precious Triangle）            |
| 2    | 日式炸雞的食譜精靈                                                                                     | 胡椒罐                   | 雅鐸           | 光之美少女 珍味三角（Precure Precious Triangle）            |
| 3    | 咖喱飯的食譜精靈                                                                                       | 鍋子                     | 雅鐸           | 光之美少女 珍味三角（Precure Precious Triangle）            |
| 4    | 三明治的食譜精靈／咖喱麵包的食譜精靈／心形麵包的食譜精靈                                               | 秤重秤                   | 雅鐸           | 光之美少女 調味圓圈（Precure Spicy Circle）                 |
| 5    | 牛肉濃湯的食譜精靈／蔬菜湯的食譜精靈／玉米湯的食譜精靈／卷蛋糕的食譜精靈                               | 打蛋器                   | 雅鐸           | 光之美少女 調味圓圈（Precure Spicy Circle）                 |
| 6    | 炸蝦的食譜精靈                                                                                         | 沙拉脫水器               | 雅鐸           | 光之美少女 調味圓圈（Precure Spicy Circle）                 |
| 7    | 炒飯的食譜精靈／春卷的食譜精靈／蝦肉燒麥的食譜精靈／餃子的食譜精靈／蟹肉滑蛋的食譜精靈／拉麵的食譜精靈 | 煮麵籃                   | 雅鐸           | 光之美少女 好味射線（Precure Yum-Yum Lines）                |
| 8    | 馬鈴薯條的食譜精靈／漢堡包的食譜精靈                                                                   | 鍋鏟                     | 雅鐸           | 光之美少女 好味射線（Precure Yum-Yum Lines）                |
| 9    | 冰淇淋的食譜精靈／章魚燒的食譜精靈                                                                     | 章魚燒爐                 | 雅鐸           | 光之美少女 好味射線（Precure Yum-Yum Lines）                |
| 10   | 蛋包飯的食譜精靈／布丁的食譜精靈                                                                       | 平底鍋                   | 雅鐸           | 光之美少女 美味珍味熱力（Precure Delicious Precious Heat）  |
| 11   | 明太子意麵的食譜精靈／馬鈴薯沙拉的食譜精靈                                                             | 土豆搗碎機               | 雅鐸           | 光之美少女 美味香辣烘焙（Precure Delicious Spicy Baking）   |
| 12   | 味噌湯的食譜精靈                                                                                       | 販賣機                   | 雅鐸           | 光之美少女 美味珍味熱力（Precure Delicious Precious Heat）  |
| 12   | 漢堡排的食譜精靈                                                                                       | 絞肉機                   | 雅鐸           | 光之美少女 混合愛心攻擊（Precure Mix Heart Attack）         |
| 13   | 鮭魚卵丼的食譜精靈／魩仔魚丼的食譜精靈                                                                 | 微波爐                   | 滿鐸           | 光之美少女 混合愛心攻擊（Precure Mix Heart Attack）         |
| 14   | 肉醬意麵的食譜精靈                                                                                     | 熱壓機                   | 滿鐸           | 光之美少女 混合愛心攻擊（Precure Mix Heart Attack）         |
| 15   | 熱狗的食譜精靈                                                                                         | 咖啡機                   | 滿鐸           | 光之美少女 美味香辣烘焙（Precure Delicious Spicy Baking）   |
| 16   | 日式馬鈴薯燉肉的食譜精靈                                                                               | 壓力鍋                   | 滿鐸           | 光之美少女 美味好味射線（Precure Delicious Yum-Yum Drain）  |
| 17   | 雜果賓治的食譜精靈                                                                                     | 湯勺和飯匙               | 滿鐸           | 光之美少女 混合愛心攻擊（Precure Mix Heart Attack）         |
| 18   | 芭菲的食譜精靈                                                                                         | 打蛋器和鍋子             | 滿鐸           | 光之美少女 美味終極號角（Precure Delicious Finale Fanfare） |
| 19   | 奶油蛋糕的食譜精靈／巧克力蛋糕的食譜精靈                                                               | 麵粉篩和蛋糕刀           | 滿鐸           | 光之美少女 美味終極號角（Precure Delicious Finale Fanfare） |
| 20   | 烤雞的食譜精靈                                                                                         | 碗和開瓶器               | 滿鐸           | 光之美少女 美味終極號角（Precure Delicious Finale Fanfare） |
| 21   | 刨冰的食譜精靈／水無月的食譜精靈                                                                       | 刨冰機和餅乾模具         | 滿鐸           | 光之美少女 美味終極號角（Precure Delicious Finale Fanfare） |
| 22   | 未知                                                                                                   | 冰淇淋勺和砧板           | 滿鐸           | 未知                                                        |
| 22   | 可麗餅的食譜精靈                                                                                       | 冰淇淋勺和砧板           | 滿鐸           | 光之美少女 混合愛心攻擊（Precure Mix Heart Attack）         |
| 23   | 球形甜甜圈的食譜精靈                                                                                   | 擀麵杖和甜甜圈麵團攪拌器 | 滿鐸           | 光之美少女 混合愛心攻擊（Precure Mix Heart Attack）         |
| 24   | 披薩的食譜精靈                                                                                         | 披薩烤爐和披薩鏟         | 滿鐸           | 光之美少女 混合愛心攻擊（Precure Mix Heart Attack）         |
| 25   | 燒烤的食譜精靈                                                                                         | 鍋子和扳手               | 神鐸           | 光之美少女 美味終極號角（Precure Delicious Finale Fanfare） |
| 26   | 釀青椒的食譜精靈                                                                                       | 炒菜鍋和鑽頭             | 神鐸           | 光之美少女 美味香辣烘焙（Precure Delicious Spicy Baking）   |
| 27   | 糖果的食譜精靈                                                                                         | 鍋子和彈簧               | 神鐸           | 光之美少女 美味好味射線（Precure Delicious Yum-Yum Drain）  |
| 28   | 壽司的食譜精靈                                                                                         | 壽司桶                   | 滿鐸           | 光之美少女 點亮美味之心（Precure Light My Delicious）       |
| 29   | 中華丼的食譜精靈／白玉糰子的食譜精靈／蛋包香雅飯的食譜精靈                                             | 炒菜鍋                   | 佐鐸           | 光之美少女 點亮美味之心（Precure Light My Delicious）       |
| 30   | 日式炒麵的食譜精靈／海鮮日式炒麵的食譜精靈                                                             | 醬料瓶                   | 佐鐸           | 光之美少女 點亮美味之心（Precure Light My Delicious）       |
| 32   | 烏冬麵的食譜精靈                                                                                       | 壓麵機                   | 佐鐸           | 光之美少女 點亮美味之心（Precure Light My Delicious）       |
| 33   | 南瓜派的食譜精靈                                                                                       | 南瓜削皮器               | 佐鐸           | 光之美少女 點亮美味之心（Precure Light My Delicious）       |
| 34   | 關東煮的食譜精靈                                                                                       | 關東煮托盤               | 佐鐸           | 光之美少女 點亮美味之心（Precure Light My Delicious）       |
| 35   | 皮塔三明治的食譜精靈                                                                                   | 量匙                     | 佐鐸           | 光之美少女 點亮美味之心（Precure Light My Delicious）       |
| 36   | 杏仁豆腐的食譜精靈                                                                                     | 豆腐模具                 | 佐鐸           | 光之美少女 點亮美味之心（Precure Light My Delicious）       |
| 37   | 糖苹果的食譜精靈                                                                                       | 夾鉗                     | 佐鐸           | 光之美少女 點亮美味之心（Precure Light My Delicious）       |
| 38   | 御飯糰的食譜精靈                                                                                       | 木炭烤爐                 | 佐鐸           | 光之美少女 點亮美味之心（Precure Light My Delicious）       |
| 39   | 玉子烧的食譜精靈／生蛋拌飯的食譜精靈                                                                   | 煮蛋鍋                   | 佐鐸           | 光之美少女 點亮美味之心（Precure Light My Delicious）       |
| 40   | 聖誕蛋糕的食譜精靈                                                                                     | 麵粉篩                   | 佐鐸           | 光之美少女 點亮美味之心（Precure Light My Delicious）       |
| 41   | 御飯糰的食譜精靈                                                                                       | 爆米花機                 | 佐鐸           | 光之美少女 點亮美味之心（Precure Light My Delicious）       |
| 42   | 御飯糰的食譜精靈                                                                                       | 電冰箱                   | 強鐸           | 光之美少女 點亮美味之心（Precure Light My Delicious）       |

### 美味小鎮
是主角們的家鄉，小鎮的象征物是招財貓。
根據第1話旁白所言，這個地方有著好多好多的餐廳並且可以品嚐世界各地的料理。

#### 主角的家人

##### 和實家
和實秋穗
配音：中村千绘（第1話～第34話以及劇場版《夢想的♡兒童套餐》）→恒松步（第39話～第45話）（日本）；劉如蘋（台灣）；王夢華（香港）
小結的母親，日式定食屋「和實亭」的店長。
和實光輝
配音：木内秀信（日本）；于正昇（台灣）；楊耀泰（香港）
第13話登場，小結的父親，在很遠的地方當漁夫，與拓海的父親門平是老相識。
第38話得知其舊姓叫潮田。
和實米／旁白（Nagomi Yone／Narration）
配音：宮崎美子（日本）；劉如蘋（台灣）；吳茵（香港）
小結已故的祖母，也是本作旁白，教導了小結「米飯就是笑容」這個道理和很多其他的道理，在第1話以旁白身份登場，而本人則在第38話登場。
根據小結本人和其他人的描述得知此人的身體條件與其孫女小結一樣非常強悍，甚至曾在生前創造了不少強大的傳說，例如在1個小時之內製作了100人份的料理、能獨自扛著3俵重的大米行走、僅靠空手就能抓住鮪魚等等。
在第38話證實旁白就是和實米。
20年前曾救助了迷迭香已故的師傅津加。
第38話得知她20年前曾是「和實亭」的店長。
第44話以旁白身份向小結加油打氣。

##### 芙羽家
芙羽祥生
配音：中野泰佑（日本）；陳宏宇（台灣）；郭俊廷（香港）
心音的父親。
芙羽初子
配音：行成桃姬（日本）；趙樺（台灣）；鄭家蕙（香港）
心音的母親，在餐廳中負責新菜品的開發以及食材的選購，擁有被稱為「神之舌」的敏銳味覺。
以上兩人一起經營高級洋式餐廳「湖畔餐廳」，由於工作繁忙長期出差在外不在家中，直到第23話才正式登場。
第35話中因為工作緣故兩人一度決定帶著女兒心音一起搬家到伊斯奇島，但在了解到心音希望繼續留下來陪伴同伴們的這份心情之後，改變決定由初子一人遠赴前往伊斯奇島，而祥生則留下來在家裡陪伴女兒心音。
轟
配音：樫井笙人（日本）；陳宏宇（台灣）；張振熙（香港）
芙羽家的駕駛員，心音平日里上下學都由他負責開車接送。
對美食很有自己的心得，經常在社交網站「治愈墻」中以網名「獨行貓醬（ソロもぐちゃん）」的名義來投稿。

##### 華滿家
華滿越之助
配音：斧篤志（日本）；宋昱璁（台灣）；楊耀泰（香港）
小蘭的父親，拉麵店「熊貓軒」的店長。
華滿鶴根
配音：小林愛（日本）；吳貴竹（台灣）；梁瑞芬（香港）
小蘭的母親，與小結的祖母米是老相識。
華滿凜
配音：河村梨惠（日本）；曾允凡（台灣）；黎皓宜（香港）
小蘭的妹妹，在第27話登場。
華滿倫
配音：山口茜（日本）；劉如蘋（台灣）；王夢華（香港）
小蘭的弟弟，同樣在第27話登場。

##### 菓彩家
菓彩優杏
配音：宮田俊哉（日本）；宋昱璁（台灣）；陳啟熾（香港）
性格熱血強硬，與妹妹甘寧一樣擅長空手道，並曾親自教導過年幼的甘寧，很喜歡吃巧克力蛋糕。
菓彩光城
配音：宮田俊哉（日本）；陳宏宇（台灣）；陳啟熾（香港）
性格溫柔恬靜，很喜歡吃奶油蛋糕。
以上兩人皆為甘寧的哥哥，為一對雙胞胎兄弟。家裡經營水果店兼咖啡店「水果冰室菓彩」，在第13話登場。
菓彩秀一
配音：藤井啟輔（日本）；陳宏宇（台灣）；杜景煜（香港）
甘寧的父親。
菓彩牡丹
配音：進藤尚美（日本）；曾允凡（台灣）；楊婉潼（香港）
甘寧的母親，總是身著和服，說話操著一口京都方言。
以上兩人皆在第37話登場，並得知這兩人多年前曾與津加有過一陣往來。之後迷迭香又從兩人口中得知當年津加在美味小鎮期間曾在小結的祖母米的家裡暫住過一段日子，還帶著寵物以及很喜歡招財貓。
第38話更得知這兩人20年前就已經是「水果冰室菓彩」的店長了。

##### 品田家
品田杏
配音：大西沙織（日本）；曾允凡（台灣）；王綺婷（香港）
拓海的母親，經營著自家民宿「福庵」，閒暇時也會到隔壁的「和實亭」幫忙工作。
第38話得知其舊姓叫大福。
第39話片尾顯示她似乎早就知道丈夫門平就是美味王國的烹調戰士希那蒙這一事實了。
品田門平
美味王國参照。

#### 新饌中學
玉木和佳奈
配音：長谷川育美（日本）；趙樺（台灣）；吳茵（香港）
小結的同學，隸屬足球部。
長瀨惠奈
配音：島袋美由利（日本）；趙樺（台灣）；楊婉潼（香港）
小結的同學。
高田理紗
配音：河村梨惠（日本）；劉如蘋（台灣）；梁瑞芬（香港）
小結的同學。
遠藤彩華
配音：田中貴子（日本）；曾允凡（台灣）；王夢華（香港）
小結的同學。
赤井透馬
配音：小宮逸人（日本）；宋昱璁（台灣）；（香港）
小結的同學。
本間友惠
配音：島袋美由利（日本）；劉如蘋（台灣）；石梓晴（香港）
小結的同學。
暗戀拓海，但被其婉拒。
佐藤靖
配音：新田杏樹（日本）；宋昱璁（台灣）；（香港）
小結的同學。
高木晉平
配音：觀世智顯（日本）；陳宏宇（台灣）；楊耀泰（香港）
小結的同學。
家庭因素感到孤單，並養成了對同學們吹噓說謊的習慣。
青山紀夫
配音：大谷祐貴（日本）；（台灣）；（香港）
小結的同學。
小林龍司
配音：梅田修一朗（日本）；（台灣）；（香港）
小結的同學。
山倉萌
配音：長谷川育美（日本）；曾允凡（台灣）；黃穎誼（香港）
新饌中學學生會副會長。

### 其他角色
松山咲枝
配音：瀧澤博子（日本）；曾允凡（台灣）；鄧潔麗（香港）
第21話登場，美味小鎮上擁有60多年歷史，很有人氣的和菓子店「羽衣堂」的店主，該店也是小蘭最為喜歡的店鋪。
因為店鋪附近開設了多家新的甜品店搶走了大量的顧客以及店主她本人年事已高的關係，因此決定要關閉店鋪結束營業，這一舉動讓小蘭無法接受並一度積極為她的店鋪做宣傳。
但最終小蘭還是接受了「羽衣堂」的關閉，並在「天使墻」發布了一篇紀念文表達了對該店鋪的紀念。
湊陽佑
配音：保村真（日本）；宋昱璁（台灣）；黃文軒（香港）
美味小鎮上拓海經常光顧的果蔬店「微笑果蔬店」的老闆。
櫻井麻惠
配音：河村梨惠（日本）；劉如蘋（台灣）；楊婉潼（香港）
陽佑的青梅竹馬。
藤野隆央
配音：兼政鬱人（日本）；陳宏宇（台灣）；郭湛深（香港）
第30話登場，美味小鎮祭典的參與者，在祭典上擺攤賣海鮮日式炒麵，也是同樣賣日式炒麵的迷迭香的競爭對手。
是下文提及的鐵板燒屋「鐵板藤野」的常客，5年前在小結的祖母米的牽引下與這家鐵板燒屋的店主京相愛結為夫妻。
藤野京
配音：田中貴子（日本）；趙樺（台灣）；陳雪瑩（香港）
第30話登場，美味小鎮祭典的參與者，上者的妻子，與丈夫一起在祭典上擺攤賣海鮮日式炒麵。
在美味小鎮上經營著一家以日式炒麵而聞名的鐵板燒屋「鐵板藤野」，5年前在小結的祖母米的牽引下與經常來此用餐的隆央相愛結為夫妻。
瑪依拉·伊斯奇
配音：和氣杏未（日本）；李珮嘉（台灣）；顧詠雪（香港）
第31話登場，來自遙遠離島——伊斯奇島的公主，也是該島的王位繼承人，外貌與小結十分相像。
因為曾經跟一度去過伊斯奇島工作的拓海父親門平相遇而認識了小結，所以想要去看她。
該話中在小結的提議下跟小結交換身份，並在另外三位光之美少女的帶領下品嚐美味小鎮各路美食。
原本缺乏自信，但在眾光之美少女的鼓勵下變得自信起來。
第35話中熱情邀請心音一家人移民到伊斯奇島工作和生活。
蓋恩瑪·伊塔克
配音：谷昌樹（日本）；宋昱璁（台灣）；楊耀泰（香港）
第31話登場，瑪依拉的近侍。
桑扎·伊斯奇
配音：米內佑希（日本）；陳宏宇（台灣）；陳成港（香港）
第31話登場，是該話代替傑鐸集團的反派，伊斯奇島的王子，也是瑪依拉的堂兄。
性格陰險奸詐，公然質疑堂妹瑪依拉的王位繼承權並妄圖篡奪王位，該話中他帶領手下爪牙偷襲了瑪依拉的車隊並綁架了偽裝成瑪依拉的小結，但反而被後者變身為珍味天使輕鬆制服。
熊本熊（Kumamon）
第32話登場的客串角色，出現於小蘭的拉麵店「熊貓軒」內，和小蘭的父親越之助是故交。
因為它毛茸茸的身體很舒服，導致烏冬麵的食譜精靈徑自忘我的睡在它身上而暫時消失，搞得其他麵類食譜精靈都為其而操心。
淺井又三郎
配音：齊藤次郎（日本）；宋昱璁（台灣）；陳力航（香港）
第34話登場，小結已故祖母米的好友，現已退休的原美味小鎮日式料理店廚師長，並且還認識迷迭香的師傅津加。
同話中親自教授小結當初其祖母米製作的關東煮的作法。
淺井宏輔
配音：漆山優希（日本）；趙樺（台灣）；黎皓宜（香港）
第34話登場，又三郎的孫子，夢想成為棒球運動員，與其祖父又三郎關係不好，但很喜歡小結。
辣妹曾根
配音：本人演出（日本）；曾允凡（台灣）；王夢華（香港）
第36話登場的真人客串，是日本知名的藝人、大胃選手、歌手及美食評論家，以食量大而聞名，有「大胃女王」之稱。
該話中與館本飯菜一起來到小蘭家的拉麵店「熊貓軒」進行採訪活動。
館本飯菜
配音：加藤英美里（日本）；劉如蘋（台灣）；黃穎誼（香港）
同樣於第36話登場，知名的網絡食評家，說話總是夾雜英语詞句，擅於主持節目帶動氣氛。
該話中與辣妹曾根一起來到小蘭家的拉麵店「熊貓軒」進行採訪活動。
在全部掠奪怪來襲時她跑出來看情況，結果她最重視的筆記本被前者踩壞因而惹怒了小蘭。
戰鬥結束後再邀小蘭一起上節目主持和品嘗杏仁豆腐，在她的鼓勵下小蘭從一開始的緊張變成了能從容應變對答。
玉木真柴
配音：相馬康一（日本）；宋昱璁（台灣）；袁德基（香港）
第39話登場，小結同學和佳奈的父親。
很不擅長做飯，但為了女兒他每天都拼了命的親手製作飯菜給後者，搞得自己的身體都幾乎垮掉。

### 食譜精靈（，Recipeppe）
配音：島袋美由利、長谷川育美、河村梨惠（日本）；未知（台灣）；吳茵、王夢華、楊婉潼（香港）
棲息於各式料理中的精靈，根據傑鐸集團成員的不同，食譜精靈被擄走之後的效果也有所不同。具體如下：
●雅鐸：一旦被擄走的話，對應料理的味道就會變質無法再食用，只有解放並搶救回對應料理的食譜精靈才能恢復料理原來的美味。
●滿鐸：一旦被擄走的話，享用對應料理的食客會喪失自己吃該料理的目的以及與該料理相關的所有記憶，只有解放並搶救回對應料理的食譜精靈才能將受害食客恢復原狀。
●神鐸：一旦被擄走的話，對應料理的外形會變成方塊狀無法入口食用，只有解放並搶救回對應料理的食譜精靈才能恢復料理原來的外形。
●佐鐸：一旦被擄走的話，不僅享用對應料理的食客會喪失自己吃該料理的目的以及與該料理相關的所有記憶，連對應料理的存在及名稱也會一併消失得無影無蹤且不會留下一丁點的痕跡，只有解放並搶救回對應料理的食譜精靈才能讓料理重新出現及將受害食客恢復原狀。
●強鐸：一旦被擄走的話，不僅對應料理的所有存在完全消失，就連能製作出該料理的材料也會一併消失，而且即使是光之美少女及美味王國成員都難逃喪失記憶的影響。
從第2話迷迭香所言中可知綑綁團已擄走不少食譜精靈，導致美味小鎮上有不少餐廳因失去食譜精靈而紛紛關門歇業。
是傑鐸集團召喚掠奪怪的必要因素。
只有特定的人才可以看到，目前只有光之美少女、傑鐸集團成員和美味王國成員能看到。
所有的食譜精靈除了發出「噼噼～（ピピー）」的叫聲以外均不會說人類語言，只有能量精靈能理解它們想表達的話。
第32話中又得知就算是在沒有被擄走的情況下，如果食譜精靈的情緒一旦陷入低潮並難過哭泣時，仍然會影響對應料理的品質，但卻又不失美味。
第43話中所有的食譜精靈都被強鐸封印在雷西皮書中，但之後在第44話中因為光之美少女們的努力全數獲得解放。
其名字是英語「食譜」一詞的變體。
| 名稱                         | 日本配音                        | 台灣配音 | 香港配音 | 棲息地         | 出現集數 |
| ---------------------------- | ------------------------------- | -------- | -------- | -------------- | -------- |
| 御飯糰的食譜精靈（）         | 島袋美由利                      |          |          | 御飯糰         | 第1話    |
| 蛋包飯的食譜精靈（）         | 島袋美由利 長谷川育美（第10話） |          |          | 蛋包飯         | 第1話    |
| 日式炸雞的食譜精靈（）       | 島袋美由利                      |          |          | 日式炸雞       | 第2話    |
| 咖喱飯的食譜精靈（）         | 河村梨惠                        |          |          | 咖喱飯         | 第3話    |
| 三明治的食譜精靈（）         | 島袋美由利                      |          |          | 三明治         | 第4話    |
| 咖喱麵包的食譜精靈（）       | 河村梨惠                        |          |          | 咖喱麵包       | 第4話    |
| 牛肉濃湯的食譜精靈（）       | 島袋美由利                      |          |          | 牛肉濃湯       | 第5話    |
| 蔬菜湯的食譜精靈（）         | 島袋美由利                      |          |          | 蔬菜湯         | 第5話    |
| 玉米湯的食譜精靈（）         | 河村梨惠                        |          |          | 玉米湯         | 第5話    |
| 卷蛋糕的食譜精靈（）         | 河村梨惠                        |          |          | 卷蛋糕         | 第5話    |
| 炸蝦的食譜精靈（）           | 長谷川育美                      |          |          | 炸蝦           | 第6話    |
| 炒飯的食譜精靈（）           | 河村梨惠                        |          |          | 炒飯           | 第7話    |
| 春卷的食譜精靈（）           | 河村梨惠                        |          |          | 春卷           | 第7話    |
| 蝦肉燒麥的食譜精靈（）       | 島袋美由利                      |          |          | 蝦肉燒麥       | 第7話    |
| 餃子的食譜精靈（）           | 島袋美由利                      |          |          | 餃子           | 第7話    |
| 蟹肉滑蛋的食譜精靈（）       | 長谷川育美                      |          |          | 蟹肉滑蛋       | 第7話    |
| 拉麵的食譜精靈（）           | 長谷川育美                      |          |          | 拉麵           | 第7話    |
| 櫻餅的食譜精靈（）           | 河村梨惠                        |          |          | 櫻餅           | 第8話    |
| 馬鈴薯條的食譜精靈（）       | 河村梨惠                        |          |          | 馬鈴薯條       | 第8話    |
| 漢堡包的食譜精靈（）         | 島袋美由利 河村梨惠（第10話）   |          |          | 漢堡包         | 第8話    |
| 冰淇淋的食譜精靈（）         | 長谷川育美                      |          |          | 冰淇淋         | 第9話    |
| 章魚燒的食譜精靈（）         | 河村梨惠                        |          |          | 章魚燒         | 第9話    |
| 布丁的食譜精靈（）           | 島袋美由利                      |          |          | 布丁           | 第10話   |
| 明太子意麵的食譜精靈（）     | 河村梨惠                        |          |          | 明太子意麵     | 第11話   |
| 马铃薯沙律的食譜精靈（）     | 島袋美由利                      |          |          | 马铃薯沙律     | 第11話   |
| 味噌湯的食譜精靈（）         | 島袋美由利                      |          |          | 味噌湯         | 第12話   |
| 漢堡排的食譜精靈（）         | 河村梨惠                        |          |          | 漢堡排         | 第12話   |
| 鮭魚卵丼的食譜精靈（）       | 長谷川育美                      |          |          | 鮭魚卵丼       | 第13話   |
| 魩仔魚丼的食譜精靈（）       | 島袋美由利                      |          |          | 魩仔魚丼       | 第13話   |
| 肉醬意麵的食譜精靈（）       | 長谷川育美                      |          |          | 肉醬意麵       | 第14話   |
| 熱狗的食譜精靈（）           | 未知                            |          |          | 熱狗           | 第15話   |
| 日式馬鈴薯燉肉的食譜精靈（） | 長谷川育美                      |          |          | 日式馬鈴薯燉肉 | 第16話   |
| 芭菲的食譜精靈（）           | 島袋美由利                      |          | 王夢華   | 芭菲           | 第17話   |
| 雜果賓治的食譜精靈（）       | 河村梨惠                        |          |          | 雜果賓治       | 第17話   |
| 奶油蛋糕的食譜精靈（）       | 島袋美由利                      |          |          | 奶油蛋糕       | 第19話   |
| 巧克力蛋糕的食譜精靈（）     | 河村梨惠                        |          |          | 巧克力蛋糕     | 第19話   |
| 烤雞的食譜精靈（）           | 長谷川育美 島袋美由利（第43話） |          | 王夢華   | 烤雞           | 第20話   |
| 刨冰的食譜精靈（）           | 長谷川育美                      |          |          | 刨冰           | 第21話   |
| 水無月的食譜精靈（）         | 島袋美由利                      |          |          | 水無月         | 第21話   |
| 可麗餅的食譜精靈（）         | 長谷川育美                      |          | 王夢華   | 可麗餅         | 第22話   |
| 球形甜甜圈的食譜精靈（）     | 河村梨惠                        |          | 吳茵     | 球形甜甜圈     | 第23話   |
| 披薩的食譜精靈（）           | 長谷川育美                      |          | 吳茵     | 披薩           | 第24話   |
| 西班牙大鍋飯的食譜精靈（）   | 河村梨惠                        |          | 吳茵     | 西班牙大鍋飯   | 第25話   |
| 燒烤的食譜精靈（）           | 長谷川育美                      |          | 王夢華   | 燒烤           | 第25話   |
| 釀青椒的食譜精靈（）         | 河村梨惠                        |          | 王夢華   | 釀青椒         | 第26話   |
| 冰淇淋的食譜精靈（）         | 未知                            |          |          | 冰淇淋         | 第27話   |
| 糖果的食譜精靈（）           | 未知                            |          |          | 糖果           | 第27話   |
| 壽司的食譜精靈（）           | 河村梨惠                        |          | 王夢華   | 壽司           | 第28話   |
| 蛋包香雅飯的食譜精靈（）     | 島袋美由利                      |          |          | 蛋包香雅飯     | 第29話   |
| 抓飯的食譜精靈（）           | 河村梨惠                        |          | 王夢華   | 抓飯           | 第29話   |
| 中華丼的食譜精靈（）         | 河村梨惠                        |          |          | 中華丼         | 第29話   |
| 白玉糰子的食譜精靈（）       | 島袋美由利                      |          |          | 白玉糰子       | 第29話   |
| 日式炒麵的食譜精靈（）       | 長谷川育美                      |          | 王夢華   | 日式炒麵       | 第30話   |
| 海鮮日式炒麵的食譜精靈（）   | 島袋美由利                      |          | 吳茵     | 海鮮日式炒麵   | 第30話   |
| 烏冬麵的食譜精靈（）         | 島袋美由利                      |          | 王夢華   | 烏冬麵         | 第32話   |
| 素麵的食譜精靈（）           | 島袋美由利                      |          |          | 素麵           | 第32話   |
| 蕎麥麵的食譜精靈（）         | 島袋美由利                      |          |          | 蕎麥麵         | 第32話   |
| 南瓜派的食譜精靈（）         | 島袋美由利                      |          |          | 南瓜派         | 第33話   |
| 關東煮的食譜精靈（）         | 河村梨惠                        |          | 王夢華   | 關東煮         | 第34話   |
| 皮塔三明治的食譜精靈（）     | 未知                            |          | 王夢華   | 皮塔三明治     | 第35話   |
| 杏仁豆腐的食譜精靈（）       | 河村梨惠                        |          | 王夢華   | 杏仁豆腐       | 第36話   |
| 糖苹果的食譜精靈（）         | 未知                            |          | 楊婉潼   | 糖苹果         | 第37話   |
| 玉子烧的食譜精靈（）         | 未知                            |          | 楊婉潼   | 玉子烧         | 第39話   |
| 生蛋拌飯的食譜精靈（）       | 未知                            |          | 楊婉潼   | 生蛋拌飯       | 第39話   |
| 聖誕蛋糕的食譜精靈（）       | 長谷川育美                      |          | 王夢華   | 聖誕蛋糕       | 第40話   |

## 相關道具和設定

### 光之美少女與美味王國的部分
美味愛心手錶（ Cure Watch）
初期三位光之美少女的道具。用途非常廣泛，在戰鬥時可作為武器發動必殺技，還能用來與烹飪王國進行視訊、搜索被奪走食譜精靈發出的求救信號位置及收納救回的食譜精靈、傳送食譜精靈到烹飪王國、從烹飪王國傳送物品過來人類世界，另外手錶內部還設有小房間供能量精靈棲息、餓肚子時能自動生成料理、有食譜精靈的話，可以顯示出對應料理的作法、還能用來上網、且還能保護使用者，不受滿鐸和佐鐸擄走食譜精靈，喪失自己吃該料理的目的與該料理相關的所有記憶影響。
第28話開始初期三位光之美少女變身為「派對升級形態」時美味愛心手錶也會一併升級變化為美味愛心手錶派對升級版（Heart Cure Watch Party Up ver.）。
派對玻璃杯（Party Glass）
產自烹飪王國，為迷迭香與光之美少女們的友誼之證。
愛心果汁機（Heart Juicy Mixer）
初期三位光之美少女的新武器，於片頭曲中率先登場，第10話正式登場。
外形為果汁機，轉動上面的旋鈕並按壓其攪拌槓桿充入共享能量後可讓初期三位光之美少女發動個人必殺技，亦可發動合體必殺技「光之美少女 混合愛心攻擊」。
由先前（第1至9話）被光之美少女救出的食譜精靈們將它們的力量匯聚在一起後所誕生。
水果之心項鍊（ Fruit Pendant）
甜點天使的變身道具，於第17話誕生於烹飪王國，當時還只是一個心形的結晶體，第18話因為吸收了甘寧從兒時開始的那份對食譜精靈的真摯心意而顯露真容，外形為色彩繽紛的心形吊墜。
與美味愛心手錶一樣也擁有收納救回的食譜精靈以及與烹飪王國進行視頻通話等功能，且也可以保護使用者不受到滿鐸和佐鐸擄走食譜精靈後喪失自己吃該料理的目的以及與該料理相關的所有記憶影響。
第28話開始甜點天使變身為「派對升級形態」時水果之心項鍊也會一併升級變化為水果之心項鍊派對升級版（ Fruit Pendant Party Up ver.）。
第33話中顯示此變身道具會因為甘寧的心情或想法而受到影響，而一旦後者內心出現動搖的話便會突然關機導致無法進行變身。
奶油魔法棒（Creamy Fleuret）
甜點天使的武器，第18話正式登場。
外形為裝有花劍劍柄的擠花棒，轉動上面的開關4次並揮舞充入共享能量後可發動必殺技「光之美少女 美味終極號角」，而轉動上面的開關1次充入共享能量後可發動一般技「光之美少女 終極花束」。
派對燭光魔法棒（Party Candle Tact）
第28話正式登場，為全體光之美少女的新武器。
外形為色彩繽紛的蠟燭外形魔法棒，配合派對升級戒指使用可令全體光之美少女變身為「派對升級形態」及發動合體必殺技「光之美少女 點亮美味之心」。
由全體光之美少女藉由米米的力量召喚出來。
派對升級戒指（Party Up Ring）
同樣於第28話正式登場，配合派對蠟燭魔法棒使用可令全體光之美少女變身為「派對升級形態」及發動合體必殺技「光之美少女 點亮美味之心」。
同樣由全體光之美少女藉由米米的力量召喚出來。
美味領域（Delicious Field）
當傑鐸集團幹部召喚掠奪怪時使用該魔法以展開專門的戰鬥空間。
可以將傑鐸集團成員和掠奪怪與外界隔離以避免其傷害無辜民眾及損壞建築，防止前者逃走或是外人入侵。
而在第13話及第14話得知只要擁有美味寶石的人一樣可以進入此領域。
劇中只有迷迭香會使用該魔法，第1話正式登場。
招財貓（Lucky Cat）
配音：堀總士郎（日本）；？？？（台灣）；？？？（香港）
是美味小鎮的象征物。
在第43話中揭露此物品正是津加20年前製作的保存暖洋洋之心儲蓄裝置的本體。

### 傑鐸集團的部分

#### 掠奪便當盒（，Loot Bento Box）
傑鐸集團為了掠奪食譜精靈所使用到的工具，在掠奪怪被打敗時掠奪便當盒也會炸裂並解放食譜精靈，上面印著組織的標誌，一共有五種版本。
若怪盜掠奪便當盒釋放食譜精靈，掠奪怪會隨之消失。（第28話）

##### 版本1（（最初的）掠奪怪型）
為本作最初的掠奪便當盒，主要使用者是雅鐸，外貌為灰色並帶有兩條紫色豎條的橢圓形，可以召喚掠奪怪，第1話正式登場。

##### 版本2（強化型態掠奪怪型）
為本作第2個掠奪便當盒，主要使用者是雅鐸，跟前一個的差別是加了使用者的邪惡力量，外貌為紫色並帶有黃色豎條的貓頭形狀，可以召喚強化型態掠奪怪，第10話正式登場。

##### 版本3（更加掠奪怪型）（台灣翻譯：強掠奪怪）
為本作第3個掠奪便當盒，主要使用者是滿鐸，跟前一個的差別是多了找尋食譜精靈的功能，外貌為黑色並帶有兩條綠色橫條的長方形，可以召喚更加掠奪怪，在第9話時還在研發，在第13話正式登場。

##### 版本4（全部掠奪怪型）（台灣翻譯：超掠奪怪）
為本作第4個掠奪便當盒，主要使用者是佐鐸，跟前一個的差別是上面裝著美味寶石，外貌為白色並帶有粉紅色橫條的長方形，可以召喚全部掠奪怪，在掠奪便當盒炸裂時上面裝著的美味寶石也會脫落並回到使用者手上，在第25話開始研發，在第27話片尾裝上美味寶石後正式完成並登場。

##### 版本5（強化型態全部掠奪怪型）
為本作第5個掠奪便當盒，主要使用者是強鐸，外貌為暗紫色並帶有紫色豎條的菱形貓頭，可以召喚強化型態全部掠奪怪，跟前一個的差別是上面裝著的美味寶石是強鐸手裡的大寫拉丁字母「B」形狀特殊美味寶石且就算掠奪怪被打敗該掠奪便當盒也不會炸裂並解放食譜精靈，在第42話正式登場。

### 通用道具
美味寶石（Delicious Stone）
擁有著強大力量的寶石，可供烹調戰士在戰鬥中提供力量，也可以保護使用者不受到滿鐸和佐鐸擄走食譜精靈後喪失自己吃該料理的目的以及與該料理相關的所有記憶影響。
而迷迭香可以用它來跟光之美少女們遠距離通話。
第1話時迷迭香身上的美味寶石因過度使用而損毀無法再使用，但通話功能依然還可以使用，之後在第40話拿去修理並於第41話修復完成，緊接著在經由希那蒙的檢查之後得知其實原本就快損毀了只是被巧妙地修補了外觀而已。
第13話顯示拓海也擁有一塊心形的美味寶石，但被其父親門平（希那蒙）告知不到萬不得已的情況下不要隨意拿來使用，在第38話得知其可以用來治療傷口，而且在迷迭香確認後得知是希那蒙的。
在第29話得知一般的烹調戰士所擁有的美味寶石是菱形的。
特殊美味寶石（Special Delicious Stone）
在第26話中迷迭香提到的有著額外力量的美味寶石，可以讓傑鐸集團成員召喚全部掠奪怪。
起初只有津加擁有，後來分給迷迭香和茴香（強鐸），津加是少數能製造特殊美味寶石的人，且門平（希那蒙）是少數能修復特殊美味寶石的人。
在傑鐸集團目前的功用有兩個，分別是給神鐸動力，另一個功用是讓佐鐸所使用的掠奪便當盒(版本4)能召喚全部掠奪怪，但有可能擁有能控制他人心靈的力量。
第24話中顯示有一塊三角形的特殊美味寶石在佐鐸手裡，隨後被其交由滿鐸安裝在神鐸身上，更在第27話之後被滿鐸拿走並裝在新的掠奪便當盒(版本4)上，證實美味寶石的力量是不分使用者的善惡，而最後那塊美味寶石被迷迭香收走並在第29話確定雖然只是仿造品但基本上幾乎跟特殊美味寶石一樣了。
第28話片尾更顯示還有另一塊三角形的特殊美味寶石在佐鐸手裡，被其裝在新的掠奪便當盒(版本4)上讓自己使用，另外很可能還有另一塊特殊美味寶石用來重啟神鐸。
第29話有補充只要有兩塊特殊美味寶石就可以自由往來兩個世界，而在第19話中提到的傑鐸集團用來通往兩地的門可能就是以此為基礎。
第30話在佐鐸和強鐸的對話中顯示傑鐸集團做了不只一塊特殊美味寶石，只是其中的大部份都被時空所扭曲了，也暗示了製造美味寶石是很困難的。
在第40話得知要修復特殊美味寶石的話需要一塊美味寶石，隨後門平（希那蒙）在師傅津加的錢包找到了貓咪形狀的美味寶石，這可能是師傅留下的後手。
第41話時茴香（強鐸）拿出跟組織標誌相同的大寫拉丁字母「B」形狀特殊美味寶石，也間接顯示傑鐸集團能製造出特殊美味寶石的原因。
第42話中透過迷迭香與茴香（強鐸）兩人的爭論得知特殊美味寶石所含有的力量實在是過於強大，若一個人同時擁有兩塊的話會招致危險，因此美味國王決定把津加原有的特殊美味寶石一分為二，分別交給前兩者。
第44話時茴香（強鐸）把手上擁有的兩塊特殊美味寶石合二為一並把自己超獸化變成怪物，最終在戰敗之後兩塊特殊美味寶石被珍味天使用「光之美少女 我吃飽了飛拳」一分為二且「B」形狀特殊美味寶石也被光之美少女們以「光之美少女 點亮美味之心」徹底摧毀。
第45話為防止再有邪惡之徒利用特殊美味寶石為非作歹禍亂世界，美味國王決定將其功能嚴格限制在打開世界大門這一項上，並把守衛大門的重任交給了希那蒙。
目前只有迷迭香和希那蒙擁有特殊美味寶石，而茴香（強鐸）曾擁有兩塊。
在《電影 Delicious Party ♡ 光之美少女 夢想的♡兒童套餐！》中蓋特西也用外形像水晶的特殊美味寶石給兒童套餐主題樂園「Dreamia」供應電力。
雷西皮書（Recipe Book）
為美味王國保管的食譜，在本作開始時就已被傑鐸集團奪走，第1話正式登場。
是記載了世間所有料理的製作方法的食譜。
在傑鐸集團時則是組織成員掠奪到食譜精靈之後會放的地方。
在第19話得知曾經也有被偷過，據迷迭香所說當時是被希那蒙偷走的，但隨後甘寧卻說當時其實是被傑鐸集團奪走的，直到第42話才最終證實是強鐸當年奪走了這本食譜並被其用來誣陷希那蒙，同話片尾強鐸將最後的御飯糰食譜精靈放入正式啟動該食譜，並得知該食譜啟動之後強鐸計劃用其吸收全世界所有的食譜精靈並將它們永遠的封印在該食譜裡令料理徹底從世上消失，以此讓全世界陷入饑荒進而威脅所有人都要臣服於他的統治。
最終於第45話完璧歸趙回歸美味王國並由三位能量精靈米米、包包以及麵麵負責守護。
其名字為英語的「食譜」與日語的「書」兩者的融合。

## 製作人員
- 原作：東堂泉
- 製作人：多田香奈子（ABC動畫）、矢崎史（ADK）、安見香（東映動畫）
- 系列導演：深澤敏則[11]
- 系列構成：平林佐和子[11]
- 角色設計：油布京子[11]
- 美術設計：增田龍太郎[11]
- 色彩設計：清田直美[11]
- 音樂：寺田志保[11]
- 製作協力：東映
- 製作：朝日放送、ABC動畫、ADK、東映動畫

## 主題曲
片頭曲

作詞：杉山昭彥，作曲、編曲：馬瀨美咲，主唱：Machico
第27話至第30話片頭曲有使用到「電影 Delicious Party ♡ 光之美少女 夢想的♡兒童套餐！」的部分畫面。
台灣版主題曲
「Cheers！美味Party♡光之美少女」
作詞：曾世詩，作曲、編曲：馬瀨美咲，舞蹈：天竺鼠姐姐、葡萄姐姐、百香果姐姐、酪梨姐姐
片尾曲
（第1話～第20話）
作詞：兒玉沙織，作曲、編曲：Hige Driver，主唱：吉武千颯
（第21話～第26話，第31話～第45話）
作詞：兒玉沙織，作曲、編曲：，主唱：佐佐木李子
（第27話～第30話）
作詞：大森祥子，作曲、編曲：，主唱：後本萌葉
本曲為「電影 Delicious Party ♡ 光之美少女 夢想的♡兒童套餐！」的主題曲，且片尾曲畫面為「電影 Delicious Party ♡ 光之美少女 夢想的♡兒童套餐！」的部分畫面。
插入曲
（第44話）
作詞：兒玉沙織，作曲：溝口雅大，編曲：深澤惠梨香，主唱：珍味天使（菱川花菜）、調味天使（清水理沙）、好味天使（井口裕香）、甜點天使（茅野愛衣）

## 各話標題
| 話數 | 日文標題 | 中文標題                                  | 中文標題                                | 劇本       | 分鏡                     | 演出              | 作畫監督                                      | 美術                | 播放日期      | 播放日期      | 播放日期       |
| 話數 | 日文標題 | 臺灣                                      | 香港                                    | 劇本       | 分鏡                     | 演出              | 作畫監督                                      | 美術                | 日本          | 臺灣          | 香港           |
| ---- | -------- | ----------------------------------------- | --------------------------------------- | ---------- | ------------------------ | ----------------- | --------------------------------------------- | ------------------- | ------------- | ------------- | -------------- |
| 1    |          | 米飯就是笑容♡變身！珍味天使                   | 飯就是笑容呀！變身，珍貴天使              | 平林佐和子 | 深澤敏則                 | 深澤敏則          | 稻上晃                                        |                     | 2022年 2月6日 | 2022年 5月7日 | 2022年 5月21日 |
| 2    |          | 再見了，小結…！小香的決心                 | 再見了阿結，馬利的決心                  | 平林佐和子 | 南川達馬                 | 南川達馬          | 赤田信人 美馬健二                             | 山口大悟郎 上原里香 | 2月13日       | 5月14日       | 5月28日        |
| 3    |          | 米米幫跑腿！走失大騷動！！                | 米米去購物，迷路大騷動                  | 平林佐和子 | 貝澤幸男                 | 武藤公春          | 荏原裕子                                      | 西田渚              | 2月20日       | 5月21日       | 6月4日         |
| 4    |          | 讓想法膨脹吧…調味天使誕生！               | 湧出來的感覺，香料天使誕生              | 平林佐和子 | 小松由依                 | 小松由依          | 藤原未來夫                                    | 李凡善              | 2月27日       | 5月28日       | 6月11日        |
| 5    |          | 想要好好相處…！心音的第一位朋友！         | 想讓關係變好，心音第一個朋友            | 金子香緒里 | 角木肇                   | 岩井隆央          | 沼田廣                                        | 戶杉奈津子          | 3月6日        | 6月4日        | 6月18日        |
| 6    |          | 學校！怪物！大恐慌！？被盯上的炸蝦！      | 學校怪物大驚慌，目標是炸蝦              | 山岡潤平   | 小村敏明                 |                   | 青山充                                        | 平良亞梨沙          | 4月17日       | 6月11日       | 6月25日        |
| 7    |          | 高溫的熱情！閃耀吧好味天使！！            | 強火的熱情！閃耀吧美味天使              | 平林佐和子 | 貝澤幸男                 | 土田豐 篠原花奈   | 上野賢                                        | 今井美紀            | 4月24日       | 6月18日       | 7月2日         |
| 8    |          | 蒟蒻麵畢業！？ 環遊！美味小鎮             | 嬌嬌蘭畢業！ 環遊美味小鎮               | 永井千晶   | 澀江康士 村上貴之        | 佐藤道拓 岩井隆央 | 原憲一 Noh Gil-bo 赤田信人                    | 李凡善              | 5月1日        | 6月25日       | 7月9日         |
| 9    |          | 不合拍的兩個人？ 心音和蘭的混合味噌！     | 磨合不到的兩個人， 心音和小蘭的合作味噌 | 金子香緒里 | 河原龍太                 | 河原龍太          | 廣中美佳 美馬健二                             | 戶杉奈津子          | 5月8日        | 7月2日        | 7月16日        |
| 10   |          | 食譜精靈請別哭…誕生！ 愛心果汁機          | 食譜精靈不要哭…誕生！ 愛心榨汁攪拌器    | 平林佐和子 | 小川孝治                 | 飛田剛            | 板岡錦 稻上晃 上田由希子                      | 平良亞梨沙          | 5月15日       | 7月9日        | 7月23日        |
| 11   |          | 雅鐸的陷阱！小結和小蘭的考試大危機！？    | 珍多露的陷阱！阿結和小蘭陷入測驗大危機  | 山岡潤平   | 石黑達也                 | 武藤公春          | 荏原裕子 村山里野                             | 東美紀              | 5月22日       | 7月16日       | 7月30日        |
| 12   |          | 小小一匙的希望！ 雅鐸真實的心             | 小小一匙的希望！ 珍多露真實的心         | 平林佐和子 | 佐藤照雄                 | 篠原花奈          | 藤原未來夫                                    | 李凡善              | 5月29日       | 7月23日       | 8月6日         |
| 13   |          | 守護被搶走的回憶！揭開拓海的秘密          | 守護被搶走的回憶！揭開拓海的秘密        | 金子香緒里 | 志水淳兒                 | 志水淳兒          | 沼田廣                                        | 戶杉奈津子          | 6月5日        | 7月30日       | 8月13日        |
| 14   |          | 初戀是什麼味道？ 戀愛的感覺與拓海的回答   | 初戀是甚麼味道？ 戀愛和拓海的回答       | 永井千晶   | 小村敏明                 | 岩井隆央          | 竹森由加 赤田信人                             | 中林由貴            | 6月12日       | 8月6日        | 8月20日        |
| 15   |          | 心跳加速！心音的第一次野餐！              | 心跳加速！心音第一次去野餐              | 伊藤睦美   | 佐藤道拓                 | 武藤公春 山本隆太 | 原憲一 Noh Gil-bo 荏原裕子                    | 土井裕子 東美紀     | 6月19日       | 8月13日       | 8月27日        |
| 16   |          | 小蘭很奇怪…！？ 馬鈴薯燉肉與謊言          | 小蘭很奇怪？ 馬鈴薯燉肉與謊言           | 山岡潤平   | 貝澤幸男                 |                   | 青山充                                        | 李凡善              | 6月26日       | 8月20日       | 9月3日         |
| 17   |          | 第四位光之美少女！？甘寧的選擇            | 第四位光之美少女！？甘寧的選擇          | 金子香緒里 | 村上貴之                 | 佐佐木憲世        | 上野賢 川口弘明 高橋直樹 松本勝次 陳潔瓊 袁東 | 戶杉奈津子          | 7月3日        | 8月27日       | 9月10日        |
| 18   |          | 我想成為聖代！閃耀吧！甜點天使！          | 我想成為芭菲！閃耀吧！終極天使          | 平林佐和子 | 小川孝治                 | 飛田剛            | 板岡錦                                        | 中林由貴            | 7月10日       | 9月3日        | 9月17日        |
| 19   |          | 大家一起裝飾吧！送給哥哥的禮物            | 大家一起裝飾吧！送給哥哥的禮物          | 永井千晶   | 古田丈司                 | 八沖繁            | 北島勇樹 長濱睦輝 古德真美 壽夢龍             | 土井裕子 東美紀     | 7月17日       | 9月10日       | 9月24日        |
| 20   |          | 甘寧的禮儀小教室！憧憬的西餐廳            | 甘寧的禮儀課！憧憬的西餐廳              | 伊藤睦美   | 南川達馬                 | 岩井隆央          | 稻上晃 上田由希子                             | 李凡善              | 7月24日       | 9月17日       | 10月1日        |
| 21   |          | 想要保護這種味道！小蘭的和菓子大作戰      | 想要保護這種味道！小蘭的和菓子大作戰    | 山岡潤平   | 西村聰                   | 河原龍太          | 藤原未來夫                                    | 戶杉奈津子          | 7月31日       | 9月24日       | 10月8日        |
| 22   |          | 阿椒引退！？尋找傳說中的可麗餅            | 黑椒仔引退！？尋找傳說可麗餅            | 金子香緒里 | 佐藤照雄                 |                   | 美馬健二                                      | 周霽欣              | 8月7日        | 10月1日       | 10月15日       |
| 23   |          | 心音的任性？回憶的炸麵包球                | 心音會任性？回憶的冬甩球                | 伊藤睦美   | 小村敏明                 | 武藤公春          | 原憲一 Noh Gil-bo 村山里野                    | 土井裕子 東美紀     | 8月14日       | 10月8日       | 10月22日       |
| 24   |          | 再也不理米米了！ 披薩派對事件             | 不理會米米了！ 混亂的披薩派對           | 山岡潤平   | 橫內一樹                 | 橫內一樹          | 沼田廣 赤田信人 竹森由加                      | 李凡善              | 8月21日       | 10月15日      | 10月29日       |
| 25   |          | 新的怪盜！？笑聲滿滿的營地！              | 新的怪盜！？開開心心去露營              | 伊藤睦美   | 小川孝治                 | 岩井隆央          | 高橋直樹 松本勝次 陳潔瓊 邱錦 陳如水 張福民   | 戶杉奈津子          | 8月28日       | 10月22日      | 11月5日        |
| 26   |          | 心音的約定！向青椒大王發起挑戰            | 心音的約定！挑戰青椒大王                | 金子香緒里 | 土田豐                   | 土田豐            | 上野賢                                        | 周霽欣              | 9月4日        | 10月29日      | 11月12日       |
| 27   |          | 米米大變化！？小蘭的快樂計劃              | 米米大變化！？小蘭的快樂計劃            | 伊藤睦美   | 志水淳兒                 |                   | 青山充                                        | 土井裕子 東美紀     | 9月11日       | 11月5日       | 11月19日       |
| 28   |          | 賜予米米的力量…！ 派對燭光魔法棒！        | 賜予大家米米的力量！ Party 燭光魔法棒   | 平林佐和子 | 佐佐木憲世 深澤敏則      | 飛田剛            | 板岡錦                                        | 李凡善              | 9月18日       | 11月12日      | 11月26日       |
| 29   |          | 美味的天堂！ 出發！美味王國！             | 美味的天堂！ 一起去烹飪王國             | 山岡潤平   | 河原龍太                 | 河原龍太          | 稻上晃 上田由希子                             | 戶杉奈津子          | 9月25日       | 11月19日      | 12月3日        |
| 30   |          | 充滿活力的廟會祭典！炒麵小香              | 祭典 Wasshoi！炒麵馬利                  | 谷畑雪     | 小村敏明                 | 三家本泰美        | 北島勇樹                                      | 周霽欣              | 10月2日       | 11月26日      | 12月10日       |
| 31   |          | 美味小鎮的假期 小結公主！？               | 美味小鎮的假期，公主阿結！？            | 平林佐和子 | 門由利子                 | 門由利子          | 藤原未來夫                                    | 土井裕子 東美紀     | 10月9日       | 12月3日       | 12月17日       |
| 32   |          | 前進吧！嘶溜祭 尋找迷路的烏龍麵！         | 尋找迷路的烏冬                          | 永井千晶   | 村上貴之                 | 岩井隆央          | 竹森由加                                      | 李凡善              | 10月16日      | 12月10日      | 12月24日       |
| 33   |          | 清純正直！甘寧與萬聖節派對                | 清廉正直！甘寧和萬聖節 Party            | 永井千晶   | 志水淳兒                 | 志水淳兒          | 沼田廣 赤田信人 美馬健二                      | 戶杉奈津子          | 10月23日      | 12月17日      | 12月31日       |
| 34   |          | 固執的爺爺！ 關東煮要在棒球之後           | 老爺爺很固執！ 關東煮排在棒球之後       | 金子香緒里 | 河原龍太                 | 武藤公春          | 原憲一 Noh Gil-bo 村山里野                    | 高木佑梨            | 10月30日      | 12月24日      | 2023年 1月7日  |
| 35   |          | 要和心音說再見！？現在就想要分享的情感    | 要和心音道別！？現在想分享的感情        | 伊藤睦美   | 土田豐                   | 土田豐            | 上野賢                                        | 土井裕子 東美紀     | 11月13日      | 12月31日      | 1月14日        |
| 36   |          | 小蘭要出道了！？閃亮亮的美食家 熱情爆發！ | 小蘭要出道？閃耀的美食家爆發熱情        | 山岡潤平   | 橫內一樹                 | 橫內一樹          | 青山充                                        | 李凡善              | 11月20日      | 2023年 1月7日 | 1月21日        |
| 37   |          | 潛伏的怪影…甘寧的文化祭終章！             | 潛伏的可疑身影…甘寧的文化祭閉幕         | 金子香緒里 | 西田章二                 |                   | 高橋直樹 松本勝次 趙親雲 陳潔瓊 邱錦 陳強     | 戶杉奈津子          | 11月27日      | 1月14日       | 1月28日        |
| 38   |          | 能見到奶奶嗎！？飯糰與交給未來的接力棒    | 可以見到外婆？飯糰與傳去未來的接力棒    | 平林佐和子 | 河原龍太 鈴木正男        | 小松由依          | 稻上晃 上田由希子                             | 高木佑梨            | 12月4日       | 2月4日        | 2月4日         |
| 39   |          | 先不要管做菜了！？美味笑容的製作方法      | 不做料理也無所謂！？製造美味微笑的方法  | 平林佐和子 | 小村敏明                 | 岩井隆央          | 藤原未來夫                                    | 土井裕子 東美紀     | 12月11日      | 2月11日       | 2月11日        |
| 40   |          | 我能做到的事…黑胡椒與拓海的決定           | 我可以做到的事…布萊克佩帕與拓海的決心   | 金子香緒里 | 河原龍太                 | 河原龍太          | 竹森由加 廣中美佳                             | 李凡善              | 12月18日      | 2月18日       | 2月18日        |
| 41   |          | 聖誕節快樂！茴香最重要的寶物              | 聖誕快樂！芬內爾最重要的東西            | 伊藤睦美   | 志水淳兒                 | 志水淳兒          | 赤田信人                                      | 戶杉奈津子          | 12月25日      | 3月4日        | 2月25日        |
| 42   |          | 強鐸的陰謀 珍味天使VS黑胡椒               | 強奪的陰謀，珍貴天使對決布萊克佩帕      | 山岡潤平   | 寺岡岩 門由利子 篠原花奈 | 篠原花奈          | 松浦仁美                                      | 高木佑梨            | 2023年 1月8日 | 3月11日       | 3月4日         |
| 43   |          | 食譜發動！美味小鎮的危機                  | 食譜發動！美味小鎮的危機                | 平林佐和子 | 橫內一樹                 | 橫內一樹          | 美馬健二 沼田廣                               | 周霽欣              | 1月15日       | 3月18日       | 3月11日        |
| 44   |          | 共享能量！再一次感謝                      | 共享能量！一句又一句多謝                | 平林佐和子 | 深澤敏則 手塚江美        | 深澤敏則          | 板岡錦 藤原未來夫 油布京子                    | 李凡善              | 1月22日       | 3月25日       | 3月18日        |
| 45   |          | 美味微笑～！ 集合！我要開動了！！         | 露出美味微笑！ 大家集合！我不客氣了     | 伊藤睦美   | 村上貴之                 | 村上貴之          | 上野賢 油布京子                               | 戶杉奈津子          | 1月29日       | 4月1日        | 3月25日        |

## 播放媒體

### 電視台
| 播放電視台   | 播放日期                    | 播放時間             | 所屬聯播網      | 備註    |
| ------------ | --------------------------- | -------------------- | --------------- | ------- |
| 朝日放送     | 2022年2月6日－2023年1月29日 | 星期日 08:30 - 09:00 | 朝日電視台系列  | 同時    |
| 朝日電視台   | 2022年2月6日－2023年1月29日 | 星期日 08:30 - 09:00 | 朝日電視台系列  | 同時    |
| 名古屋電視台 | 2022年2月6日－2023年1月29日 | 星期日 08:30 - 09:00 | 朝日電視台系列  | 同時    |
| 新潟電視台21 | 2022年2月6日－2023年1月29日 | 星期日 08:30 - 09:00 | 朝日電視台系列  | 同時    |
| 長崎文化放送 | 2022年2月6日－2023年1月29日 | 星期日 08:30 - 09:00 | 朝日電視台系列  | 同時    |
| 山陰放送     | 2022年2月13日－2023年2月5日 | 星期日 06:15 - 06:45 | TBS系列         | 延遲7日 |
| 東森幼幼台   | 2022年11月4日－2023年6月9日 | 星期五 20:00         | YOYO官方Youtube | [ 18 ]  |

| 日本 朝日放送電視台和朝日電視台系列 星期日 08:30—09:00     | 日本 朝日放送電視台和朝日電視台系列 星期日 08:30—09:00      | 日本 朝日放送電視台和朝日電視台系列 星期日 08:30—09:00 |
| ---------------------------------------------------------- | ----------------------------------------------------------- | ------------------------------------------------------ |
|                                                            | Delicious Party ♡ 光之美少女 （2022年2月6日—2023年1月29日） |                                                        |
| Tropical-Rouge！光之美少女 （2021年2月28日—2022年1月30日） | 開闊天空！光之美少女 （2023年2月5日—2024年1月28日）         |                                                        |

| 臺灣 東森幼幼台 星期六 08:00 - 08:30 · 每週五16:00重播 · 2022年6月3日、2023年1月13日、2月24日、3月31日重播暫停播出 · 2023年1月21、28日、2月25日首播暫停播出 | 臺灣 東森幼幼台 星期六 08:00 - 08:30 · 每週五16:00重播 · 2022年6月3日、2023年1月13日、2月24日、3月31日重播暫停播出 · 2023年1月21、28日、2月25日首播暫停播出 | 臺灣 東森幼幼台 星期六 08:00 - 08:30 · 每週五16:00重播 · 2022年6月3日、2023年1月13日、2月24日、3月31日重播暫停播出 · 2023年1月21、28日、2月25日首播暫停播出 |
| --- | --- | --- |
| | 美味Party ♡ 光之美少女 （2022年5月7日 - 2023年4月1日） | |
| | 可愛巧虎島 | |

| 香港 ViuTV 星期六 17:00 - 17:30 | 香港 ViuTV 星期六 17:00 - 17:30                        | 香港 ViuTV 星期六 17:00 - 17:30 |
| ------------------------------- | ------------------------------------------------------ | ------------------------------- |
|                                 | 美味Party 光之美少女 （2022年5月21日 - 2023年3月25日） |                                 |
| 我的狗爸爸2 第1-7集             | 開闊天空！光之美少女                                   |                                 |

### 日本國內網路播放
| 播放期間                    | 播放時間         | 播放網站                                                            | 參考                 |
| --------------------------- | ---------------- | ------------------------------------------------------------------- | -------------------- |
| 2022年2月6日－2023年1月29日 | 星期日 9:00 更新 | TVer                                                                | 限時免費播放最新一集 |
| 2022年2月9日－2023年2月1日  | 星期三 0:00 更新 | Netflix、TELASA、U-Next、萬代頻道、Amazon Prime Video、Hulu、Paravi | 延遲3日              |

## 劇場版
電影 Delicious Party ♡ 光之美少女 夢想的♡兒童套餐！
- 日本上映日期：2022年9月23日
- 本作主題樂園「Dreamia」的四個園區與本作光之美少女的變身代表食物完全相同[註 151]。

### 製作人員
- 原作：東堂泉
- 導演：座古明史
- 劇本：田中仁
- 音樂：寺田志保
- 角色設計：油布京子、松浦仁美
- 總作畫監督：松浦仁美
- 作畫監督：廣中美佳、Noh Gil-bo、Dennis Cablao、藤原未來夫、Francis Caneda、赤田信人、沼田廣、渡邊浩二
- 美術監督：高木佑梨、渡邊佳人
- 色彩設計：清田直美
- 攝影監督：髙橋賢司
- 製作擔當：星鬱也

#### 故事簡介
重視美食的中學二年級生——和實結，某天發現自己居住的美味小鎮突然出現了名為「Dreamia」的「兒童套餐主題樂園」，不但能盡情玩耍，還能夠隨心所欲的吃到飽。跟著大家一起去遊玩，並接受園長貓妖精蓋特西美味的兒童套餐招待，想不到夥伴小香香卻被變成了玩偶！？而在挖掘「Dreamia」秘密的同時，米米他們也將在飽含心意中引發奇蹟……。

#### 登場人物（劇場版）
蓋特西（Cait Sith）
配音：花江夏樹（日本）
本作反派，兒童套餐主題樂園「Dreamia」的園長，同時也是一位發明王，總是身著淡綠色的貓型布偶裝，劇中他企圖將整個美味小鎮的成年人都變成玩偶並創造一個只有孩子的世界。
真正身份是小結兒時曾經偶遇到的一個小男孩，他長大後成了一名科研人員，被幾個研究員看中了其過人的才能，他們讓長大後的他研究一種不可思議的物質（也就是特殊美味寶石），他當時說只要有這個寶石就能將人的感情轉化成能量，造福人類。可是他卻被背叛了，那幾個研究員真正的目的是想竊取他的科研成果，並且把特殊美味寶石用在邪惡用途想以此稱霸世界，甚至還嘲笑他太過天真純粹了，簡直就像小孩子一樣。這引起了他的暴怒，說道：「純粹有什麼不好？像小孩一樣又有什麼錯？不對的是你們這群人吧！！！」，這時特殊美味寶石像是回應了男孩的感情一樣，那幾個壞研究員被變成了玩偶。也因為這一心靈創傷才有了之後他一系列的瘋狂之舉。
在之後他和那塊特殊美味寶石合為一體並讓「Dreamia」樂園變成長著四隻腳的巨型機器人。
最終被全體光之美少女以及三個能量精靈使出合體必殺技「光之美少女 珍貴永恆夢想」淨化並恢復原狀，再經由小結與米米的勸說之後改邪歸正不再作惡。事後他開了一家兒童套餐專賣店並當起了主廚製作兒童套餐，用這種方式給其他人帶去真正的笑容與幸福。
其名字源自於苏格兰盖尔语「Cait Sith」，是指一種流傳於蘇格蘭以及爱尔兰兩地傳說中的猫形生物，通常直譯為「貓妖精」，而巧合的是該角色的外表長相也酷似這一形象。
本角色繼《Tropical-Rouge！光之美少女電影版 雪之公主與奇蹟的戒指！》的雪倫後第二個作為反派的主要配角。
此人亦於本篇第44話以真身的姿態現身，並借出酷似自己當初淡綠色的貓型布偶裝外形的暖洋洋之心儲蓄裝置給光之美少女們使用。
機器人（Robot）
配音：搞笑藝人組合和牛（水田信二、川西賢志郎）、佐佐木義人（警備機器人）、相馬康一（貨櫃機器人）（日本）
在兒童套餐主題樂園「Dreamia」工作的機器人，負責在主題樂園入口歡迎客人、引導客人在樂園的美食廣場品嘗美食以及樂園的警備等工作。
兒童套餐的食譜精靈
配音：長谷川育美（日本）

#### 電影主題曲（片尾曲・插入曲）

作詞：大森祥子，作曲、編曲：，主唱：後本萌葉

### All Stars 系列電影
主條目：All Stars 系列電影
- All Stars F在本作播出完結後及《開闊天空！光之美少女》播放時上映，因此以本作故事後期設定為準。

光之美少女 All Stars F

## 短篇動畫
只屬於我的兒童套餐（My Precious Lunch）
- 日本上映日期：2022年9月23日
- 本短篇動畫與《電影 Delicious Party ♡ 光之美少女 夢想的♡兒童套餐！》同時上映，且片中將出現本作之前的三代光之美少女成員[註 153][註 154]。
- 本短篇動畫與本篇第29話有著劇情上的連動[註 155]。
- 本短篇動畫的兒童套餐混合了星光閃亮、治療和熱情閃耀的主題。

#### 登場人物（短篇動畫）

##### 《Star☆Twinkle 光之美少女》
星奈光／星空天使（Hoshina Hikaru／Cure Star）
配音：成瀨瑛美（日本）
芙娃（Fuwa）
配音：木野日菜（日本）
羽衣拉拉／銀河天使（Hagoromo LaLa／Cure Milky）
天宮愛蓮娜／太陽天使（Amamiya Erena／Cure Soleil）
香久矢圓香／月神天使（Kaguya Madoka／Cure Selene）
尤妮／宇宙天使（Yuni／Cure Cosmo）
普倫斯（Prunce）

##### 《Healin' Good ♥ 光之美少女》
花寺和佳／恩典天使（Hanadera Nodoka／Cure Grace）
配音：悠木碧（日本）
拉比琳（Rabirin）
配音：加隈亞衣（日本）
澤泉知優／泉源天使（Sawaizumi Chiyu／Cure Fontaine）
平光日向／閃亮天使（Hiramitsu Hinata／Cure Sparkle）
風鈴亚莎／大地天使（Fuurin Asumi／Cure Earth）
佩吉（Pegitan）
喵托蘭（Nyatoran）
拿鐵（Latte）

##### 《Tropical-Rouge！光之美少女》
夏海真夏／夏日天使（Natsuumi Manatsu／Cure Summer）
配音：菲魯茲·藍（日本）
涼村珊瑚／珊瑚天使（Suzumura Sango／Cure Coral）
配音：花守由美里（日本）
一之瀨實／水果天使（Ichinose Minori／Cure Papaya）
配音：石川由依（日本）
瀧澤飛鳥／紅鶴天使（Takizawa Asuka／Cure Flamingo）
配音：瀨戶麻沙美（日本）
蘿拉・拉梅爾／人魚天使（Laura Lamer／Cure Lamer）
配音：日高里菜（日本）
庫魯倫（Kururun）

#### 主題曲

作詞：青木久美子，作曲：馬瀨美咲，編曲：，主唱：北川理惠・Machico